# Encadrement technique du Stade rennais FC
Vous lisez un « article de qualité » labellisé en 2014.
Pour un article plus général, voir Stade rennais Football Club.

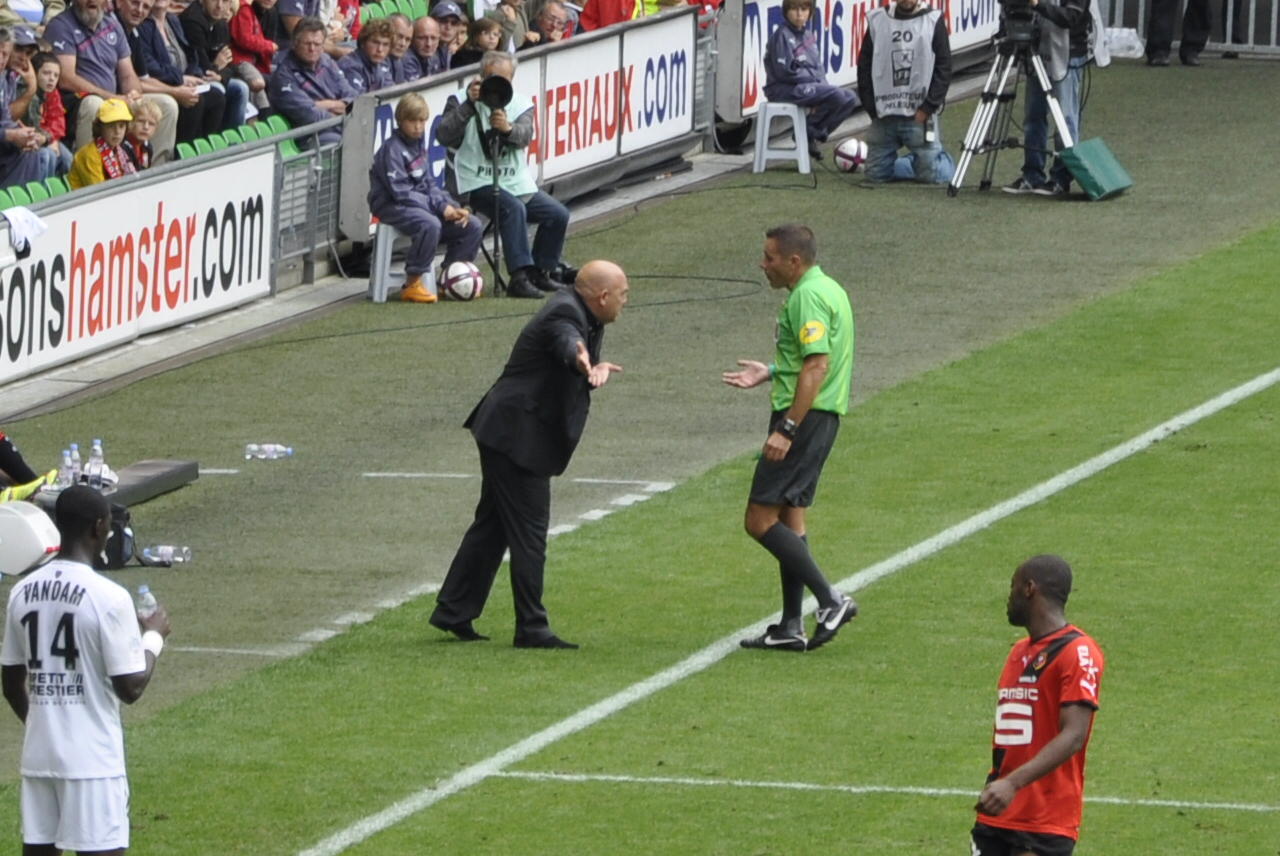
L'entraîneur du Stade rennais Frédéric Antonetti, en discussion avec un arbitre lors d'une rencontre disputée par son équipe en août 2011.

L’encadrement technique du Stade rennais FC regroupe l'ensemble des techniciens chargés d'encadrer et de diriger sportivement l'équipe de football du Stade rennais et ses joueurs. Durant les trente premières années de l'histoire du club, au début du XXe siècle, la présence d'un entraîneur n'est pas régulière. Importée de Grande-Bretagne, cette pratique demeure un luxe pour les clubs français, et le capitaine joue alors un rôle prépondérant par rapport à ses coéquipiers. À l'image de son premier entraîneur, le Gallois Arthur Griffith, qui exerce entre 1907 et 1909, le Stade rennais emploie d'abord des techniciens étrangers, afin que ceux-ci apportent leur expérience à l'effectif rennais. À partir des années 1930, le Stade rennais passant sous statut professionnel, la fonction devient récurrente. Au cours des années, les différents entraîneurs qui se succèdent à la tête du Stade rennais s'entourent d'autres techniciens pour les seconder. Il s'agit d'abord de joueurs de leur effectif, puis de plusieurs adjoints dédiés à partir de la fin des années 1980, parfois spécialisés dans l'entraînement des gardiens de but ou dans la préparation athlétique des joueurs.
Après les techniciens exclusivement étrangers qui exercent au Stade rennais jusqu'en 1936, le premier entraîneur français du club est Jean Batmale, qui reste à la tête de l'effectif professionnel rennais jusqu'en 1945, de façon quasi ininterrompue. À l'instar de Batmale, nombreux sont ensuite les anciens joueurs du club à occuper la fonction d'entraîneur, comme François Pleyer, Salvador Artigas, Henri Guérin et Antoine Cuissard. Les années 1960 sont marquées par le passage de l'un d'entre eux, Jean Prouff, qui dirige le Stade rennais lors de ses deux victoires en Coupe de France en 1965 et 1971. Développant un jeu offensif et spectaculaire, il est ensuite désigné « entraîneur du siècle » lors du centenaire du Stade rennais, en 2001. Depuis lors, aucun technicien ne dépasse les quatre années de présence consécutives à la tête de l'équipe rennaise, ceux-ci se succédant au gré des résultats et des orientations sportives du club.

## Historique

### Premiers entraîneurs (1901-1932)
Créé en 1901, le Stade rennais ne se dote pas, dans ses premières années, d'un entraîneur pour diriger les joueurs en match et lors des entraînements. Alors que le football se développe progressivement en France au début du XXe siècle, c'est le capitaine de l'équipe qui jouit pleinement d'un rôle de meneur. Souvent considéré comme le meilleur joueur de son équipe, il montre l'exemple et définit avant les rencontres la tactique à employer. Ainsi, le premier entraîneur connu du Stade rennais cumule aussi la fonction de capitaine : le Gallois Arthur Griffith, recruté par les dirigeants du club dès 1907, reste durant deux ans à Rennes. Ancien joueur du Servette FC à Genève, il ambitionne à son arrivée de changer la façon de jouer des attaquants rennais, en privilégiant les passes courtes afin d'approcher plus efficacement des buts adverses,.
Après le départ de Griffith, le Stade rennais demeure sans entraîneur durant plus d'une décennie. En France, dans les années 1920, les entraîneurs qui exercent dans les clubs sont peu nombreux, l'offre étant inférieure à la demande. Pourtant, si la culture physique et l'hygiène de vie sont alors encore négligées par les footballeurs français, il devient évident qu'un programme d'entraînement est nécessaire pour améliorer leurs performances, et que celui-ci doit être encadré par des spécialistes. Le modèle à suivre, comme depuis l'implantation du jeu en France, reste alors les exercices d'entraînement pratiqués dans le football professionnel anglais. En retard dans ce domaine, les clubs français peinent à disposer des services d'un entraîneur, un luxe que ne peuvent se payer que les clubs les plus puissants.
En l'absence d'une génération spontanée d'entraîneurs français, la plupart des techniciens employés par les clubs sont alors étrangers, et plus précisément souvent britanniques, en raison de leur grande expérience. Après Arthur Griffith, le deuxième entraîneur du Stade rennais est ainsi le Jersiais George Scoones, au début des années 1920. Il reste au club jusqu'en 1922, date à laquelle il dispute la finale de la Coupe de France avec le Stade rennais. Sept ans plus tard, en 1929, le Stade rennais recrute un défenseur tchécoslovaque nommé Trojanek, en même temps que de nombreux joueurs de la même nationalité,. Après une première saison comme joueur, il laisse de côté les terrains pour prendre en main l'entraînement de ses anciens coéquipiers lors de la saison 1930-1931, et met l'accent sur leur préparation physique.

### L'instabilité des premières années professionnelles (1932-1945)

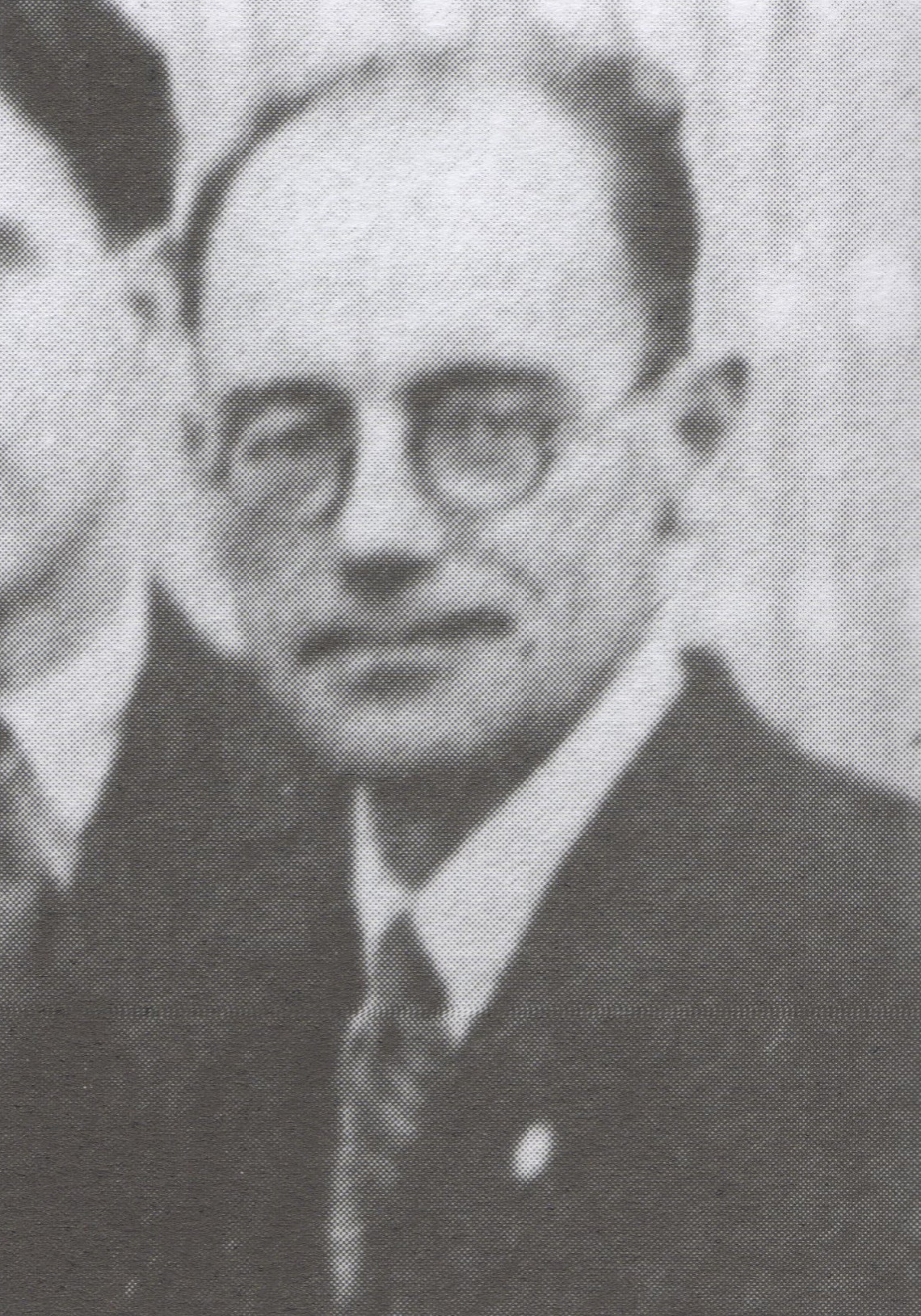
En 1932-1933, Kálmán Székány est l'entraîneur du Stade rennais lors de sa première saison professionnelle.

En 1932, le Stade rennais adopte le professionnalisme et se dote désormais d'un entraîneur de façon récurrente. Le Hongrois Kálmán Székány est recruté dans ce but. Arrivé tout droit de son pays natal, il ne passe qu'une saison à Rennes, mais continue ensuite sa carrière en France en entraînant par la suite le FC Bordeaux, ancêtre des Girondins de Bordeaux, puis l'AS Brestoise,. Pour le remplacer, le Stade rennais université-club (SRUC) engage l'ancien international écossais Philip McCloy, qui prend le rôle d'entraîneur-joueur et emmène avec lui son compatriote Jeremiah Kelly. L'expérience tourne court : lors du deuxième match de la saison, le 10 septembre 1933, les débuts de Kelly se révèlent catastrophiques et le joueur est prié de quitter le club. Par solidarité, McCloy accompagne son compatriote dans son retour au pays. Plutôt que de recruter un nouvel entraîneur, le SRUC fait appel à un joueur de l'effectif pour prendre en main les entraînements : c'est l'Autrichien « Pépi » Schneider qui est désigné. L'expérience se révèle satisfaisante et Schneider reste trois saisons à la tête de l'équipe professionnelle, amenant son équipe jusqu'en finale de la Coupe de France 1935.
L'année 1936 voit le départ de Schneider au Havre AC, et le retour d'un ancien joueur du club, Jean Batmale. Ce dernier, âgé de 41 ans à son arrivée, a évolué entre 1922 et 1925 au SRUC, mais a également fréquenté l'équipe de France avec laquelle il a récolté six capes, dont deux alors qu'il jouait au Stade rennais. Il devient le premier entraîneur français du club. Lors de sa première saison comme entraîneur, il est cependant secondé par Walter Kaiser qui demeure, pour sa part, membre de l'effectif,. Après une première année difficile, à l'issue de laquelle l'équipe première est reléguée en deuxième division, son action est récompensée en 1938-1939 par une remontée en Division 1. Le début de la Seconde Guerre mondiale vient interrompre les compétitions nationales, mais pas celles disputées à l'échelon régional, et Batmale continue d'exercer pendant deux ans. En 1941, il quitte cependant le club de façon soudaine pour rejoindre la Tour d'Auvergne Rennes, qu'il fait monter en Division d'Honneur, mais revient un an plus tard au SRUC. En son absence, les entraînements sont pris en charge par Louis Bonneville, qui s'occupait auparavant des équipes de jeunes du club, secondé par le joueur Émile Scharwath. De retour, Batmale exerce durant les trois dernières années de guerre. En 1945, sur proposition de Gabriel Hanot, il devient instructeur national pour les apprentis entraîneurs.

### D'anciens joueurs comme entraîneurs (1945-1964)

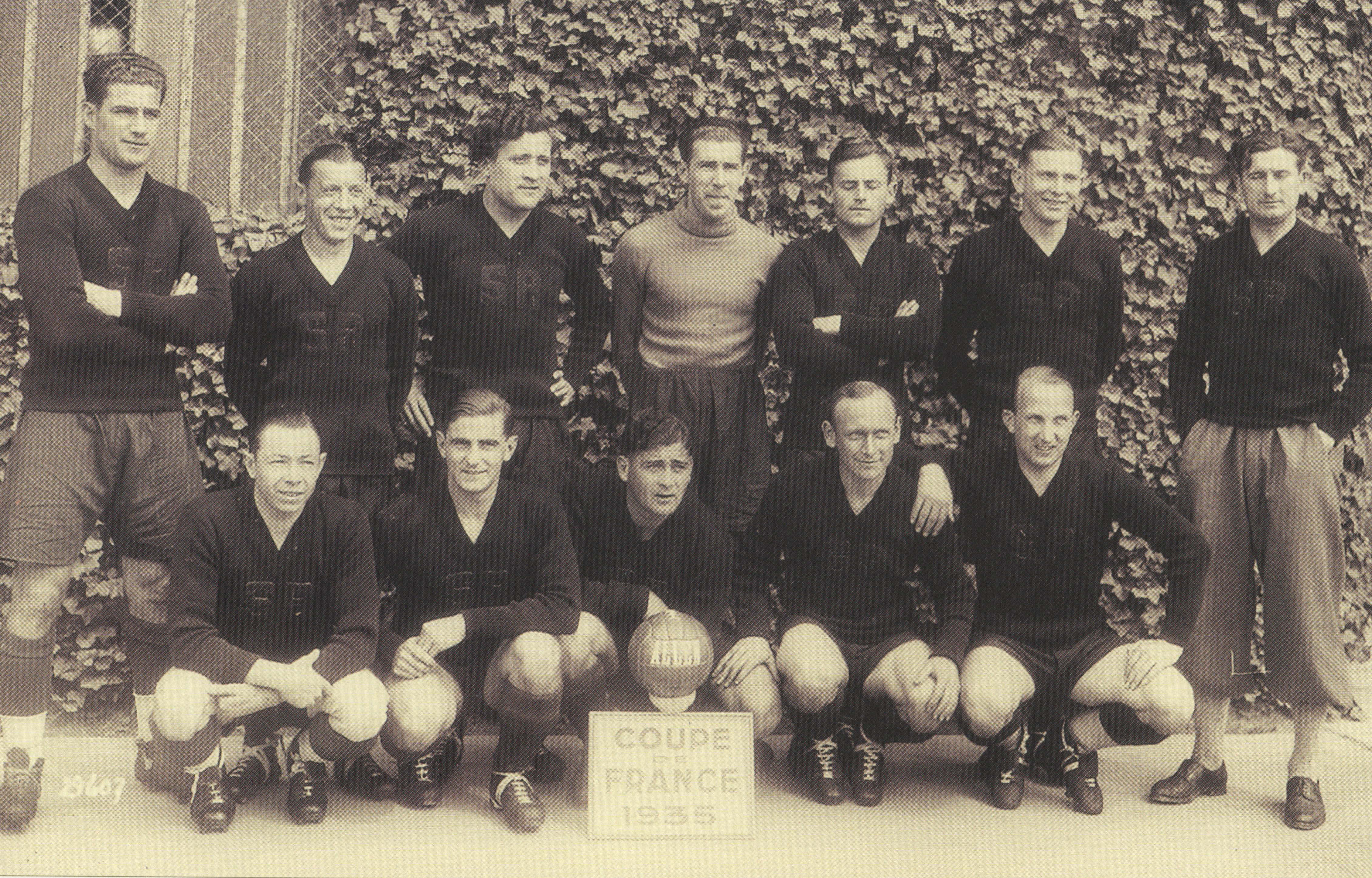
Joueur au Stade rennais de 1933 à 1951, François Pleyer (debout, 5e en partant de la gauche) dispute la finale de la Coupe de France 1935, avec Josef Schneider (debout, tout à droite) comme entraîneur.

À l'issue de la guerre, le Stade rennais choisit de faire revenir l'un de ses anciens joueurs pour occuper le poste d'entraîneur, François Pleyer, Autrichien naturalisé français en 1936. Il sort de plusieurs années d'emprisonnement en Allemagne, alors qu'il avait intégré l'Armée française en 1939. Âgé de 34 ans, il devient entraîneur-joueur. Ses apparitions au milieu de terrain puis en défense s'espacent au fil du temps, et il joue son dernier match professionnel le 27 mai 1951, à 40 ans passés. Réputé pour sa capacité à détecter les talents, il parvient à conserver un effectif compétitif malgré les départs successifs de ses meilleurs joueurs,. Entre 1945 et 1952, le Stade rennais conserve sa place en D1 et parvient à accrocher une quatrième place en 1949. En 1952, Pleyer est cependant évincé par la direction du club, et ce malgré le soutien de plusieurs joueurs. Remplaçant désigné, l'Espagnol Salvador Artigas perpétue la tradition des anciens joueurs devenant entraîneurs. Joueur de devoir, stratège de l'équipe de Pleyer jusqu'en 1949, Artigas apporte une touche ibérique à l'effectif rennais en recrutant ses anciens coéquipiers de la Real Sociedad José Caeiro et Patricio Eguidazu. Entraîneur-joueur comme son prédécesseur, il cumule treize apparitions sur le terrain en l'espace de trois saisons. Convaincu des vertus d'un football basé sur le physique, Artigas n'obtient pourtant pas les résultats escomptés : à l'issue de sa première saison à la tête du club, celui-ci descend en deuxième division, et les deux exercices suivants ne permettent pas au technicien catalan d'obtenir une remontée dans l'élite. En 1955, il quitte le Stade rennais pour retourner à la Real Sociedad.
Henri Guérin reprend le flambeau, prônant, comme Artigas, un jeu engagé et physique. Ancien coéquipier de l'Espagnol, défenseur rigoureux, il est l'enfant du pays, ayant grandi à Rennes et ayant fait ses armes aussi bien au SRUC qu'à la Tour d'Auvergne. Comme ses prédécesseurs, Guérin tient le rôle d'entraîneur-joueur. Sa présence sur le terrain décline au fil des ans, mais il dispute encore un match officiel en janvier 1961, à près de 40 ans. Sous sa conduite, le Stade rennais remonte en D1 dès 1956, puis s'y maintient durablement à partir de 1958. Trois ans plus tard, après six saisons à la tête du club, Guérin rejoint l'AS Saint-Étienne, mais n'y reste qu'une saison, intégrant le 2 juin 1962 l'encadrement de l'équipe de France en qualité d'entraîneur. Deux ans plus tard, il endosse également le costume de sélectionneur, et qualifie les Bleus pour la Coupe du monde 1966. Attentif à la détection des jeunes talents, il occupe par la suite et à plusieurs reprises des fonctions officielles dans les instances régionales et nationales.
En 1961, Antoine Cuissard prend la suite de Guérin. Tout juste retiré des terrains, puisqu'il arrête sa carrière de joueur en 1960 après une ultime saison au FC Lorient, cet ancien international connaît le Stade rennais pour y avoir évolué pendant quatre ans avec Guérin comme entraîneur. Contrairement à son ancien mentor, il se consacre exclusivement à sa fonction d'entraîneur. Les résultats sont positifs lors de ses débuts, mais ils redeviennent finalement moyens. Cuissard bâtit peu à peu une équipe solide, mais ses relations avec son effectif se détériorent et, à sa grande surprise, il est limogé à l'issue de la saison 1963-1964,.

### La période Jean Prouff (1964-1972)

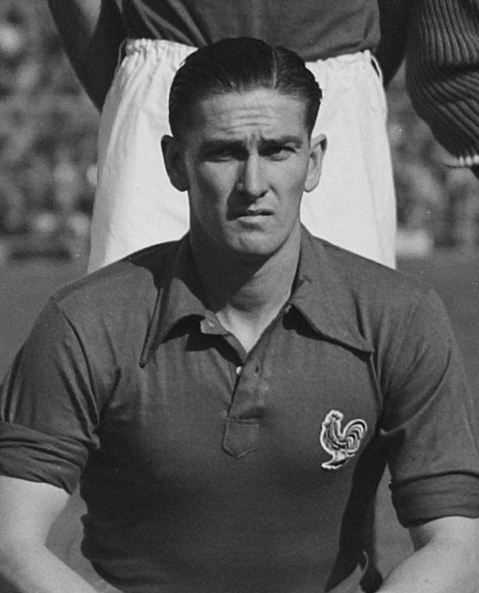
Jean Prouff, ici photographié en 1949, dirige le Stade rennais de 1964 à 1972.

Alors que Lucien Troupel est initialement pressenti, le Stade rennais choisit de nouveau l'un de ses anciens joueurs pour occuper le poste d'entraîneur. Jean Prouff retrouve ainsi « le club de ses premières amours », celui où il a commencé la pratique du football. Ancien joueur de l'équipe de France devenu entraîneur à partir de 1952, Prouff révolutionne le jeu de l'équipe rennaise. Milieu de terrain au tempérament offensif pendant sa carrière, il s'inspire du système tactique du RSC Anderlecht, découvert alors qu'il entraîne le Standard de Liège entre 1961 et 1963, pour substituer au WM pratiqué à Rennes depuis les années 1940 une disposition en 4-2-4 où le hors-jeu est joué de façon systématique et où le marquage individuel laisse place à une défense de zone. Rapidement, ces changements portent leurs fruits et le club réalise la meilleure saison de son histoire en remportant la Coupe de France, et en terminant à la quatrième place du championnat avec un titre honorifique de meilleure attaque, tout en développant un jeu attractif et spectaculaire. Symbole de ce goût pour l'offensive, alors que ses joueurs mènent à la pause par trois buts à zéro en demi-finale de la coupe face à l'AS Saint-Étienne, Prouff les pousse à continuer d'attaquer en seconde mi-temps, ce qui attire à l'équipe rennaise les faveurs du public du Parc des Princes. La saison suivante confirme cette tendance, avec un total record de 80 buts inscrits en 38 matchs de championnat. C'est l'époque où le football offensif prôné par Prouff et le Nantais José Arribas s'oppose en France au « béton » pratiqué notamment par Artigas (revenu entraîner les Girondins de Bordeaux) et par le Strasbourgeois Paul Frantz.
En poste durant huit ans au Stade rennais, Prouff n'obtient pas que des succès durant cette période. Au cours de la saison 1969-1970, il est mis en difficulté par les résultats décevants de son équipe, mais conserve à la fois son approche offensive du jeu et le soutien de ses joueurs. Un an plus tard, le maintien du technicien morbihannais à son poste porte ses fruits, avec une nouvelle victoire en Coupe de France. En demi-finale, Prouff fait valoir ses talents de tacticien contre Marseille, annonçant à l'avance à ses joueurs le déroulement du match retour, et trompant l'entraîneur adverse en alignant une composition d'équipe fantaisiste lors d'une rencontre disputée quelques jours avant le match aller. Après une dernière saison où il est secondé par René Cédolin, Prouff quitte le poste d'entraîneur pour devenir un éphémère directeur sportif. Il redevient alors entraîneur, puis conseiller technique dans divers clubs, en particulier en Bretagne. Mentor de Raymond Keruzoré,, et à un degré moindre de Christian Gourcuff,, dont il lance les carrières respectives, il laisse une trace importante dans l'histoire du football breton, et plus encore au Stade rennais qui le désigne comme son entraîneur du siècle en 2001.

### L'héritage de Prouff (1972-1982)
Prenant définitivement le relai de Prouff en 1972, René Cédolin entretient l'héritage de son prédécesseur et ancien entraîneur. À 32 ans, il s'agit de sa première expérience en la matière, venant tout juste de mettre fin à sa carrière de joueur, et il reste fidèle aux principes de jeu de Prouff. Entraîneur exigeant avec son effectif, il obtient des résultats moyens, puis finit par voir sa relation avec ses joueurs se dégrader. Le 27 février 1975, alors que le club occupe la dixième place du classement, la direction du Stade rennais annonce qu'il est démis de ses fonctions d'entraîneur et lui propose un poste de directeur technique et de chargé du recrutement, qu'il choisit de décliner. La décision du club de le démettre de ses fonctions soulève l'indignation de l'Unecatef, le syndicat des entraîneurs français.
En attendant le remplacement de Cédolin, le groupe professionnel est pris en charge par Frédo Garel, qui assure l'intérim le temps d'une double confrontation face au FC Metz en Coupe de France. Garel, entraîneur de l'équipe rennaise victorieuse de la Coupe Gambardella en 1973, s'occupe des jeunes et des amateurs du club depuis 1970, mais il ne cherche pas à rester en poste auprès des professionnels. Après avoir essuyé le refus de Claude Dubaële, les dirigeants rennais font revenir Antoine Cuissard, onze ans après son départ. Sportivement, ce changement est un échec : sur les dix matchs restants en championnat, l'équipe obtient quatre matchs nuls et concède six défaites. Reléguée en deuxième division, elle abandonne une élite qu'elle n'avait pas quittée depuis 1958. Pour autant, Cuissard reste en poste, et parvient, en 1975-1976, à obtenir une remontée immédiate. Choisissant alors de devenir directeur sportif, il cède son poste à Claude Dubaële qui, un an après son refus, s'installe finalement aux commandes de l'effectif professionnel. Ancien attaquant de l'équipe de Prouff, Dubaële s'occupait jusqu'alors du centre de formation rennais. Peu aidé par des problèmes financiers qui obligent le club à vendre ses meilleurs joueurs, il ne parvient pas à éviter une nouvelle relégation et un début de saison 1977-1978 morose en Division 2. Le 13 janvier 1978, le Stade rennais est mis en règlement judiciaire, et se voit obligé de procéder au licenciement de son entraîneur pour raisons économiques. La solution interne est choisie pour succéder à Dubaële, et c'est Alain Jubert, alors éducateur au centre de formation, qui hérite du poste. Jubert a, comme son prédécesseur, été attaquant dans l'effectif de Prouff, et connaît sa première expérience à la tête d'un effectif professionnel. Dans un contexte compliqué, il parvient à stabiliser sportivement un club en pleine reconstruction.
En 1979, dans la foulée d'un changement de président, Pierre Garcia prend la relève de Jubert. Après une première expérience comme entraîneur du Stade briochin, il rejoint un Stade rennais qu'il connaît bien pour y avoir évolué comme milieu de terrain entre 1965 et 1973. Homme affable, Garcia a pour objectif de ramener le club parmi les équipes de tête de deuxième division, et de redonner de l'ambition à son effectif. Il remplit partiellement sa mission avec des résultats en hausse, mais il échoue à faire remonter le Stade rennais en Division 1. Dès 1980, grâce à une invincibilité conservée à domicile, le club dispute les barrages d'accession, mais y échoue. Les deux saisons suivantes, le Stade rennais football club (SRFC) rate cet objectif, et Pierre Garcia n'est finalement pas conservé à l'issue de l'exercice 1981-1982.

### Entre rupture et continuité (1982-1993)

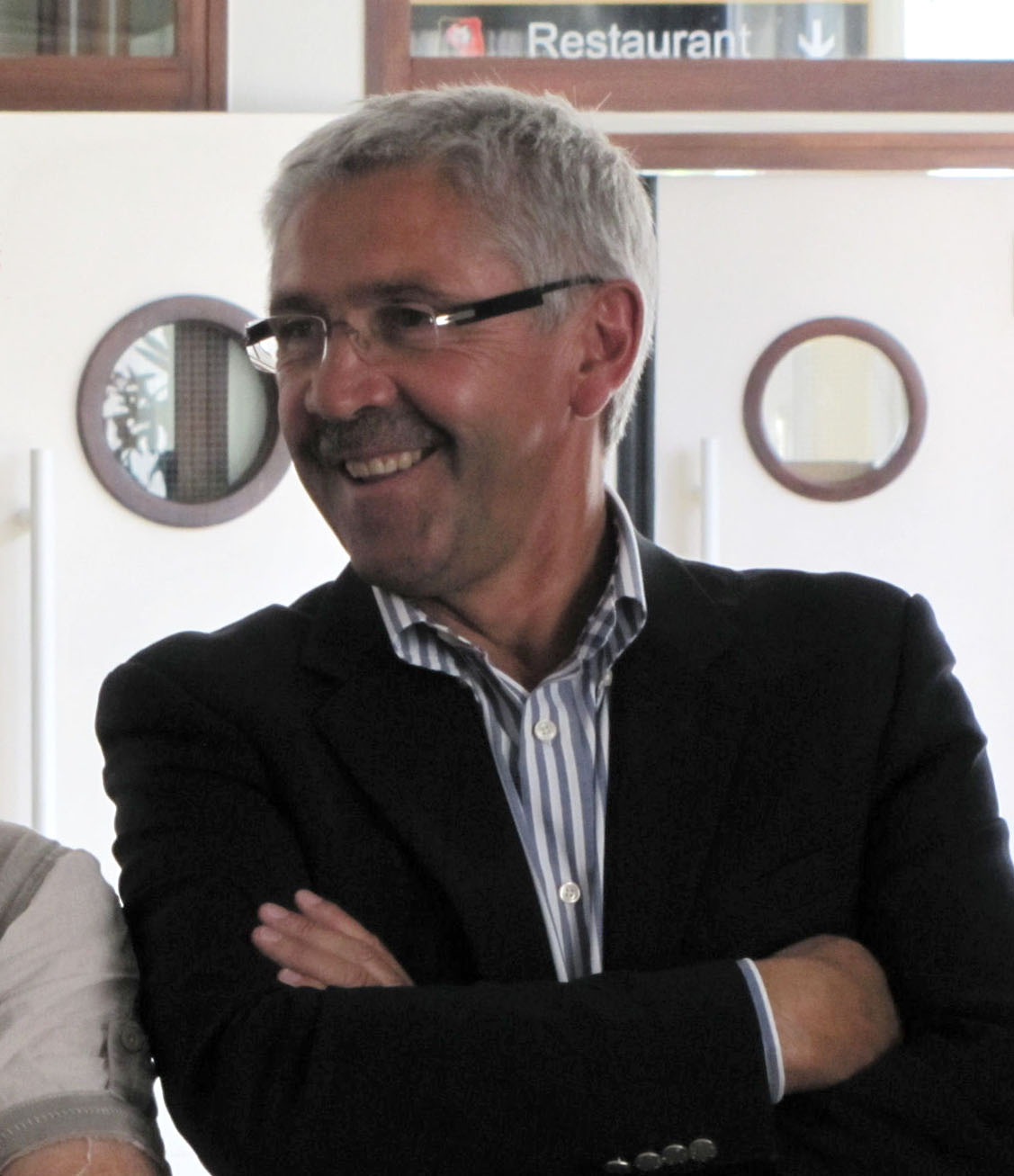
Patrick Rampillon, ici photographié en 2011, entraîne durant quelques mois le Stade rennais en 1987 avant de devenir directeur de son centre de formation.

Avec l'objectif clairement affiché de retrouver la D1, le Stade rennais choisit de retenir Jean Vincent parmi vingt-cinq candidatures de techniciens. Ancienne gloire du football français (46 sélections en équipe de France, pour 22 buts inscrits), Vincent est synonyme de rupture pour le Stade rennais : depuis Kálmán Székány, il est le premier entraîneur du club à n'y avoir jamais évolué en tant que joueur. Sélectionneur du Cameroun lors de la Coupe du monde au mois de juin, il a surtout connu le succès en dirigeant le FC Nantes, obtenant deux titres de champion de France, une Coupe de France, et menant son équipe jusqu'en demi-finale de la Coupe d'Europe des vainqueurs de coupe en 1980. À la tête du Stade rennais, Jean Vincent familiarise son équipe avec une tactique de jeu alors en vogue, basée sur un 4-4-2 défensif, et réussit à obtenir les résultats souhaités en faisant remonter le club en première division après six saisons passées à l'étage inférieur. Mais sa seconde année est nettement moins positive, et le SRFC redescend immédiatement. Son retrait devenu inéluctable, la possibilité est évoquée de le voir devenir manager général et de voir Robert Dewilder lui succéder, mais cette piste est finalement abandonnée, et c'est Pierre Mosca qui récupère le poste en 1985.
Mosca, comme Vincent, n'a jamais joué au Stade rennais. Jeune entraîneur, il possède cependant trois ans d'expérience à la tête du FC Sochaux-Montbéliard en Division 1. Dès sa première saison, il conduit son équipe à une remontée en D1, obtenue au prix d'une longue série de matchs de barrages. La saison suivante, Mosca réussit là où Vincent avait échoué en obtenant le maintien en D1, mais il est finalement évincé lors de l'exercice 1986-1987. Son équipe étant en difficulté sportive, il en appelle à l'union sacrée, mais est finalement remercié le 17 janvier 1987 après le remplacement de Gérard Dimier par Jean-Raphaël Soucaret à la présidence du club. La solution interne est privilégiée pour le remplacer, et Patrick Rampillon se voit confier l'effectif professionnel pour la fin de saison. Joueur au club lorsqu'il prend sa retraite sportive en 1983, Rampillon fait ensuite ses débuts comme entraîneur au centre de formation avant de prendre en main les professionnels. Sous sa direction, les résultats de l'équipe professionnelle continuent de se dégrader, et le club redescend en D2. Rampillon choisit de ne pas prolonger l'expérience, et retourne à la formation.
1987 est l'année du retour de Raymond Keruzoré au Stade rennais. Révélé au club au début des années 1970, il est alors un joueur élégant, technique et créatif. Devenu entraîneur, il prône un football fait de jeu et de plaisir, faisant siennes les idées d'un Jean Prouff qui le seconde et le conseille. Le retour de Keruzoré à Rennes marque donc celui de son entraîneur emblématique des années 1960 et 1970, d'autant que celui-ci retrouve également une place dans l'organigramme, en tant que responsable technique. Sorti d'une expérience délicate au Brest Armorique où il entretient des rapports tumultueux avec le président François Yvinec, « Kéru » reconstruit patiemment l'effectif rennais en vue de le faire remonter en D1 à l'horizon 1989 ou 1990. L'objectif est atteint à l'issue de l'exercice 1989-1990, mais la saison suivante en D1 est catastrophique : incapable d'obtenir le maintien, Keruzoré est également rejeté par une grande partie des dirigeants du club et de son personnel,. Il est licencié et remplacé par un autre ancien joueur du club, Didier Notheaux. Ce dernier hérite, non pas d'une équipe de Division 2, mais d'un effectif repêché en D1 grâce aux relégations administratives du Brest Armorique, des Girondins de Bordeaux et de l'OGC Nice. Malgré une solide expérience à la tête d'équipes professionnelles, Notheaux ne parvient pas à sauver le Stade rennais d'une nouvelle relégation. Maintenu en poste, il échoue la saison suivante à obtenir une remontée immédiate, ce qui précipite son départ.

### Instabilité et irrégularité (1993-2003)

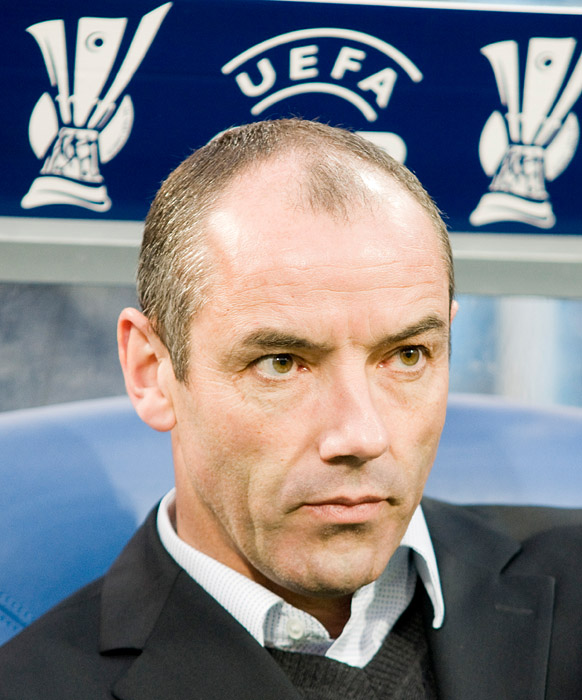
En 1998, l'arrivée du jeune entraîneur Paul Le Guen aux commandes de l'équipe première coïncide avec la prise de pouvoir du groupe Pinault.

La rupture est de nouveau de mise quand, en 1993, Michel Le Milinaire est nommé entraîneur du club. Préféré aux candidatures de Robert Dewilder, Raymond Domenech, Henryk Kasperczak et Alain de Martigny, il est connu pour avoir été l'entraîneur du Stade lavallois durant vingt-quatre ans. Adepte d'un jeu offensif et précis, Le Milinaire souhaite également instaurer un climat de confiance dans le club. Au-delà de la remontée dans l'élite, acquise dès 1994, son objectif est de stabiliser l'équipe en D1. Il y parvient, et obtient la huitième place en 1995-1996. À cette date, il est atteint par la limite d'âge et doit, malgré une demande de dérogation finalement rejetée par l'Unecatef,, laisser officiellement son siège à son adjoint Yves Colleu. Possédant encore une année de contrat, il reste à ses côtés comme conseiller durant la saison 1996-1997. Arrivé au club en 1990 en qualité d'éducateur au centre de formation, Colleu exerce pour la première fois comme entraîneur principal d'une équipe professionnelle. Malgré le maintien obtenu en fin de saison, son bilan est mitigé et l'expérience n'est pas renouvelée. En 1997, il retourne dans l'ombre comme adjoint de Guy David, qui prend en main les rênes de l'effectif. Habitué de la D1, qu'il a fréquenté avec le SC Toulon, Le Havre AC et Stade Malherbe de Caen, David ne reste qu'une saison à Rennes, conclue par un maintien obtenu dans la douleur,.
À l'été 1998, le Stade rennais est racheté par le groupe Pinault, et s'offre les services d'un jeune entraîneur collant aux nouvelles ambitions du club. Venant tout juste de mettre un point final à sa carrière de joueur, Paul Le Guen entame ainsi sa reconversion après sept ans passés au Paris Saint-Germain. Signant un contrat de cinq ans à son arrivée, il impose sa personnalité et obtient de bons résultats lors de sa première saison au club, avec une cinquième place. Par la suite, ses relations avec les instances dirigeantes se tendent, chacun se renvoyant la responsabilité de campagnes de recrutement ratées. En novembre 2000, les mauvais résultats du club semblent sceller son départ, et le nom de Christian Gourcuff revient avec insistance pour le remplacer. Finalement, Le Guen termine la saison avec le Stade rennais, puis le quitte après avoir refusé d'en devenir le manager général.

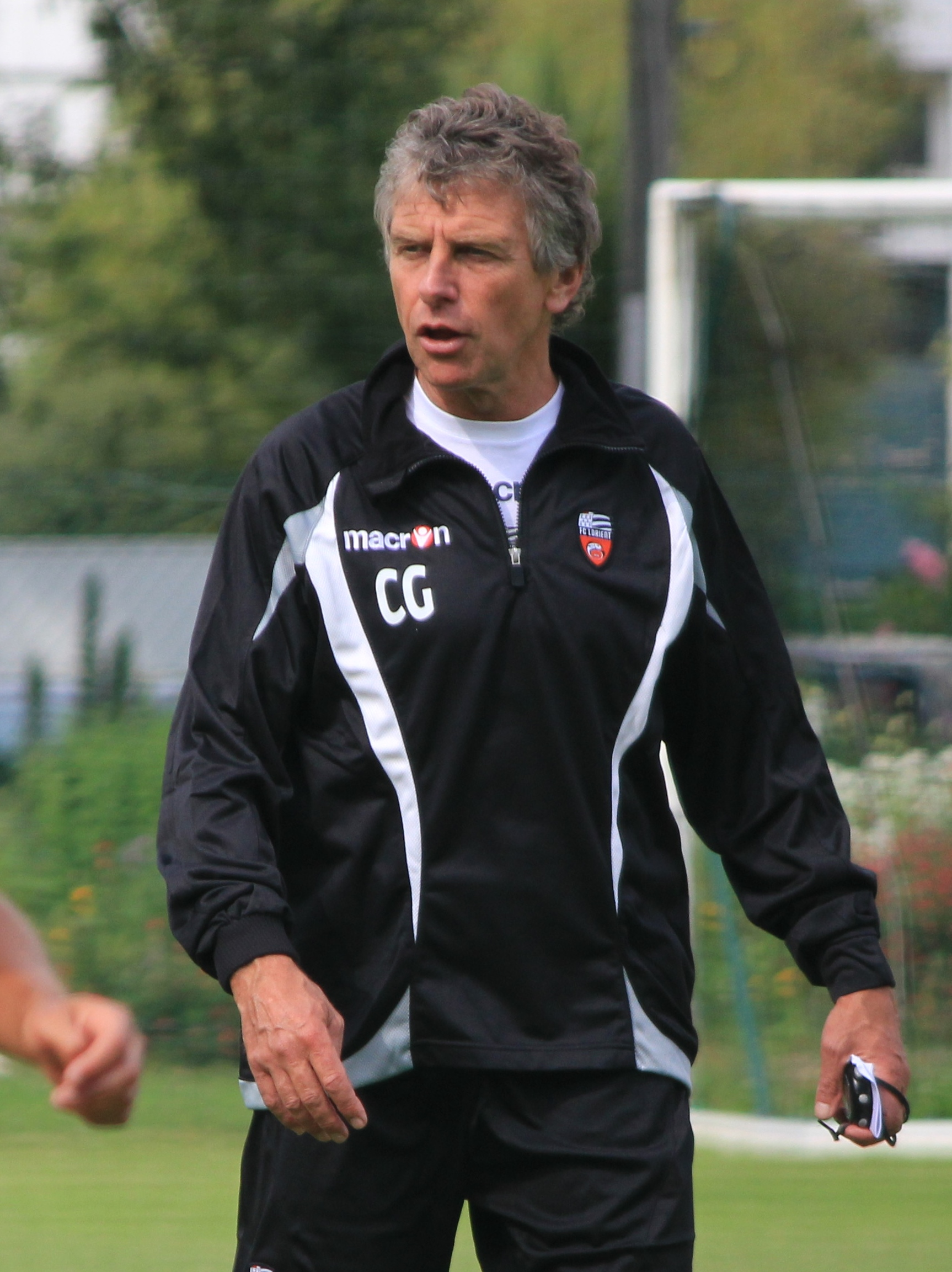
Photographié ici en 2013, Christian Gourcuff ne parvient pas à installer son projet de jeu au Stade rennais, et n'y reste qu'une saison.

L'arrivée de Christian Gourcuff à la tête de l'équipe professionnelle devient effective à l'intersaison 2001. Joueur de niveau modeste, il a néanmoins remporté la Coupe Gambardella en 1973 avec le Stade rennais. Par la suite, il embrasse très vite sa vocation d'entraîneur, et dirige principalement le FC Lorient qu'il accompagne des divisions régionales jusqu'en Division 1. Avec lui, la direction rennaise souhaite doter le club d'une identité de jeu faite de mouvement, de vitesse, de collectif, proche du jeu à la nantaise,. Mais la mayonnaise ne prend pas, notamment avec les joueurs, et Gourcuff, remercié à l'issue de sa première saison au club, émet le regret de ne pas avoir pu bâtir sur la durée. Pour le remplacer, le choix se porte sur Philippe Bergeroo, fort d'une expérience acquise principalement au Paris Saint-Germain, et ancien coéquipier au Lille OSC de Pierre Dréossi, nommé manager général du club peu auparavant. Bergeroo cherche à instaurer un bon état d'esprit dans son effectif, et modifie le schéma tactique habituel avec une mise en place à trois défenseurs centraux. Ces changements n'ont pas les effets escomptés, et le Stade rennais occupe rapidement la dernière place du classement. Après seulement dix rencontres (une victoire, deux nuls et sept défaites), le technicien est limogé et devient, après René Cédolin et Pierre Mosca, le troisième entraîneur rennais à être contraint d'abandonner son poste en cours de saison pour cause de résultats insuffisants. Le 13 octobre 2002, le Bosnien Vahid Halilhodžić le remplace, devient le premier entraîneur étranger du Stade rennais depuis Salvador Artigas, et se voit confier la mission de sauver le club de la relégation. Réputé pour son charisme, son intransigeance, et son jeu défensif,, il a connu le succès avec Lille après avoir fait carrière comme joueur au poste d'attaquant. Halilhodžić remplit l'objectif fixé en obtenant le maintien, mais choisit de quitter Rennes à l'issue de la saison pour rejoindre le Paris Saint-Germain.

### Entre innovation et choix de l'expérience (2003-2013)

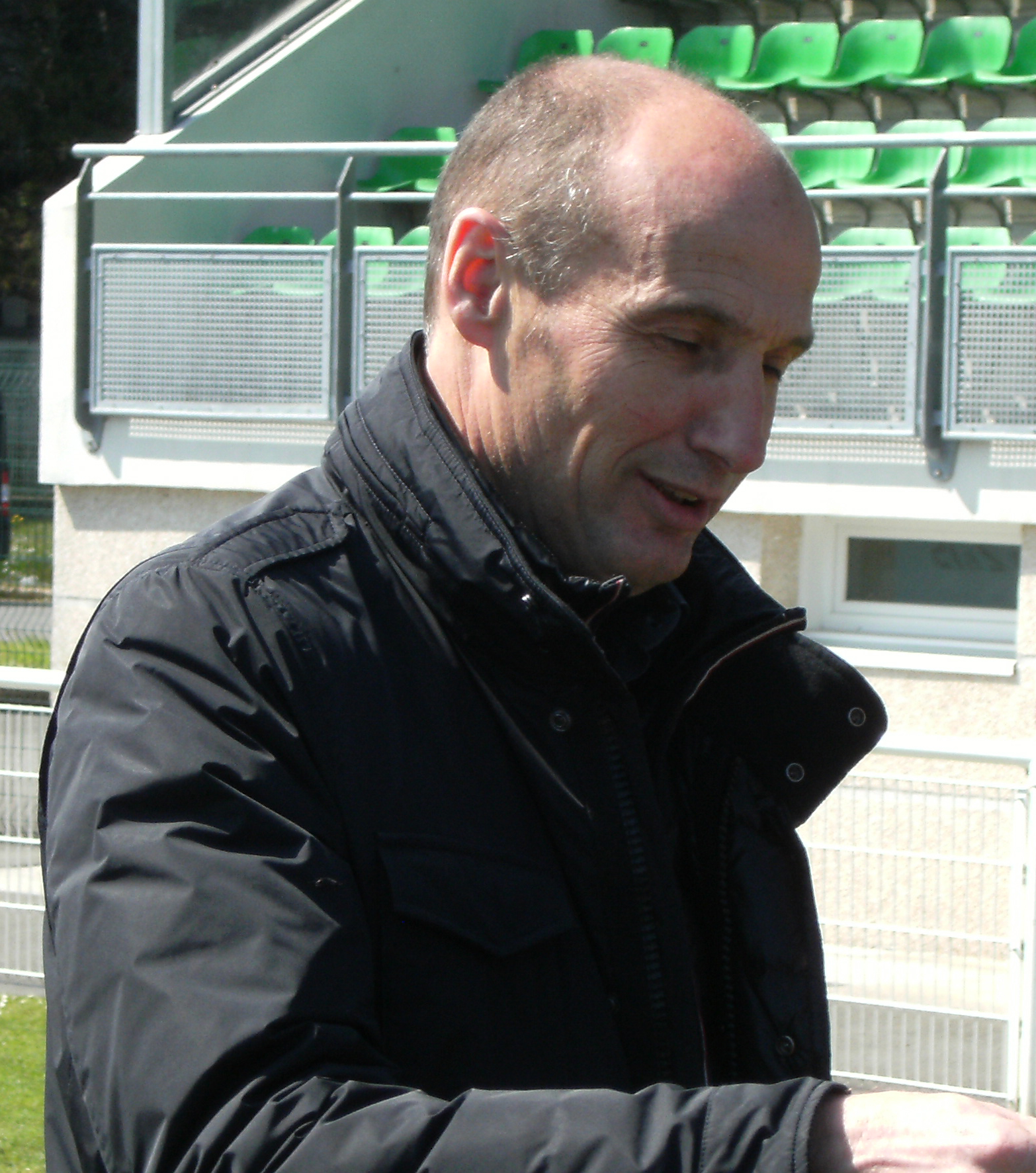
Pierre Dréossi cumule ses fonctions de manager général avec celles d'entraîneur du Stade rennais durant une saison et demie.

Contraint de se trouver un nouvel entraîneur en juin 2003, le Stade rennais porte son choix sur le Roumain László Bölöni, ancien entraîneur de l'AS Nancy-Lorraine, qui sort de deux ans passés au Sporting Portugal. Le club souhaite s'appuyer davantage sur son centre de formation, et Bölöni, qui a notamment lancé Cristiano Ronaldo durant son passage à Lisbonne,, possède le profil correspondant. Comme Halilhodžić, il est réputé exigeant, et cherche à bâtir un groupe capable de souffrir pour obtenir des résultats. Après une entame moyenne, ces derniers se font attendre puis, s'appuyant sur sa défense et sur de bons résultats à domicile, Bölöni mène son effectif à une saison correcte. En trois ans, et malgré des difficultés récurrentes lors de matchs disputés à l'extérieur, le Stade rennais voit ses résultats s'améliorer, avec notamment une quatrième place décrochée en 2004-2005, synonyme de qualification européenne.
En 2006, alors qu'il lui reste une année de contrat avec le Stade rennais, Bölöni choisit de quitter le club pour rejoindre l'AS Monaco. Alors que l'arrivée de Raynald Denoueix pour le remplacer est évoquée,, c'est finalement Pierre Dréossi qui s'installe dans un costume de « manager à l'anglaise » que l'intéressé affirme comme étant « inédit en France », cumulant ses anciennes fonctions de manager général avec celles d'entraîneur, épaulé néanmoins par plusieurs adjoints. Défenseur lui-même durant sa carrière de joueur, il s'évertue à rendre performante l'arrière-garde de son équipe, ce qui occasionne cependant des problèmes offensifs. Pourtant novice comme entraîneur à ce niveau, Dréossi obtient à son tour une quatrième place synonyme d'Europe pour sa première saison. Repartie sur de bonnes bases en 2007-2008, son équipe sombre durant l'automne, concédant consécutivement neuf matchs sans victoire, dont huit défaites. Fragilisé, Pierre Dréossi choisit de laisser de côté son rôle d'entraîneur pour se concentrer sur celui de manager général.
Le 17 décembre 2007, Guy Lacombe est intronisé nouvel entraîneur. Ancien joueur du club dans les années 1980, il est un technicien d'expérience, qui exerce au plus haut niveau depuis 1995, et dont Pierre Dréossi fut l'adjoint à l'AS Cannes. Réputé travailleur, bon tacticien, mais aussi provocateur et impulsif, il redresse les résultats de son équipe jusqu'à obtenir une nouvelle qualification européenne, puis l'emmène la saison suivante jusqu'en finale de la Coupe de France. Faisant principalement jouer son équipe dans un système en 4-2-3-1, il prône solidité, solidarité défensive et culture de la gagne. Après une saison et demie, il choisit de quitter le Stade rennais en refusant de prolonger son contrat, à la suite d'un conflit avec les instances dirigeantes du club,.

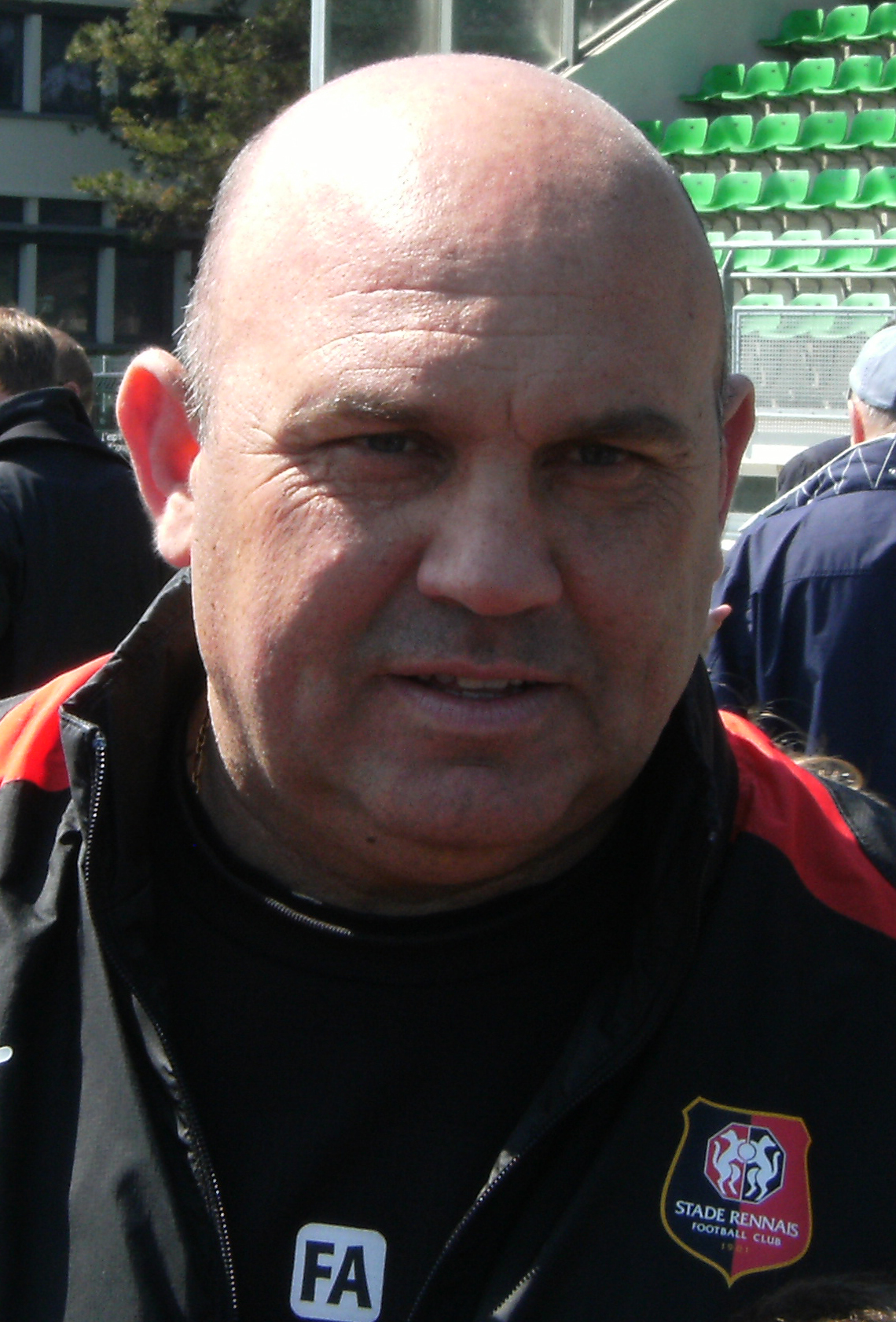
Frédéric Antonetti, entraîneur du Stade rennais durant quatre saisons.

Parti entraîner l'AS Monaco, Guy Lacombe est remplacé par Frédéric Antonetti, ancien entraîneur du SC Bastia, de l'AS Saint-Étienne et de l'OGC Nice. Réputé pour son fort tempérament mais également ses qualités humaines, il est choisi par les dirigeants rennais pour ses capacités à obtenir des résultats malgré des moyens limités, à faire éclore de jeunes talents, et pour sa force de travail. Durant quatre ans, Antonetti forme un duo soudé avec Pierre Dréossi, lequel lie son avenir à celui de l'entraîneur en décembre 2010,. S'il laisse la trace d'un entraîneur déployant un jeu plutôt offensif et laissant leurs chances aux jeunes, son passage est marqué par nombre de ses remontrances et de ses altercations avec certains de ses joueurs,,, quelques supporters rennais,, son président Patrick Le Lay, ainsi que les médias,,. Sur le plan sportif, Antonetti ne parvient pas à obtenir mieux qu'une sixième place en Ligue 1 en 2011 et 2012, et termine son passage au Stade rennais par une treizième place, plus mauvais résultat obtenu depuis Philippe Bergeroo et Vahid Halilhodžić en 2003. Quatre ans après Guy Lacombe, il emmène son équipe au stade de France, cette fois en finale de la Coupe de la Ligue 2013, match qui se termine sur un nouvel échec. À l'issue de ce revers, Antonetti décide d'aller au bout de son contrat, celui-ci se terminant quelques mois plus tard, et de quitter le club.

### À la recherche d'une identité de jeu (depuis 2013)

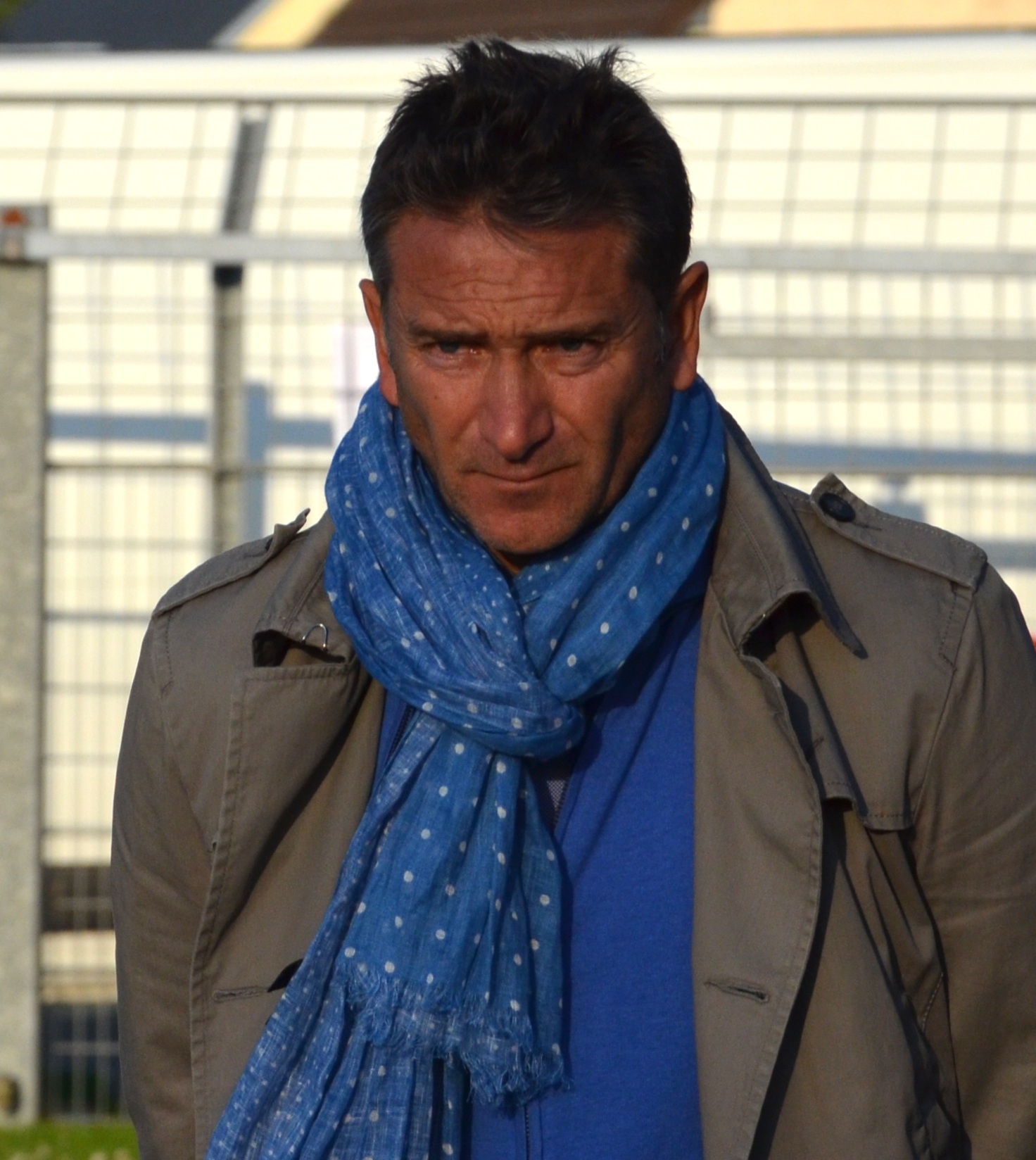
Philippe Montanier est remercié par le club après deux ans et demi au poste d'entraîneur.

Pour le remplacer, alors que Pierre Dréossi est lui aussi prié de quitter ses fonctions de manager général, les dirigeants rennais optent pour Philippe Montanier. Gardien de but ayant joué au Stade Malherbe de Caen durant la majeure partie de sa carrière, celui-ci prône un jeu séduisant, qui donne du plaisir aux joueurs, mais qui nécessite un certain temps d'adaptation. Avant son arrivée au Stade rennais, il réussit ainsi à mener la Real Sociedad jusqu'en Ligue des champions, mais après que son équipe ait connu des débuts difficiles. En poste durant deux saisons et demie, il ne parvient pas à convaincre, entre un jeu jugé trop défensif, des choix contestés, et des résultats sportifs décevants. Promu directeur des activités sportives en mai 2014, son bilan sportif est pourtant mitigé, avec le plus faible pourcentage de victoires depuis Philippe Bergeroo, deux saisons terminées dans le milieu de tableau de Ligue 1, et une nouvelle finale de Coupe de France perdue sans gloire contre l'En Avant de Guingamp. En 2015-2016, à l'issue d'un début de saison marqué par une série d'insuccès au Roazhon Park, Philippe Montanier est remercié par René Ruello au lendemain d'une élimination en seizième de finale de Coupe de France contre Bourg-en-Bresse Péronnas. Quelques mois auparavant, son contrat avait pourtant été prolongé jusqu'en 2019. Arrivé huit jours auparavant au poste de conseiller de René Ruello, Rolland Courbis est intronisé nouvel entraîneur du Stade rennais le 20 janvier 2016. Technicien d'expérience, ayant exercé pendant trente ans avant de s'installer en Bretagne, il s'engage pour deux ans et demi. Arrivant avec de hautes ambitions, il est réputé pour ses qualités de tacticien et de meneur d'hommes, son charisme et sa gouaille, mais est aussi décrié pour son maigre palmarès et des condamnations judiciaires lui ayant valu deux passages en prison et une réputation sulfureuse. La fin de saison rennaise ne permet cependant pas au club d'obtenir de qualification européenne, ce qui est perçu comme un échec,.
Après cinq mois passés à la tête de l'effectif rennais, Rolland Courbis est remplacé par Christian Gourcuff, qui fait son retour au Stade rennais quatorze ans après l'avoir quitté. Estimant que ce retour est le fruit d'une « envie réciproque de se retrouver », il aspire à participer à la mise en place d'une « stratégie, d'une identité de jeu, d'une identité de club », et doit « essayer de s'inscrire dans la durée » selon René Ruello. Après une première saison au bilan mitigé, ce projet prend fin en novembre 2017, après un début de saison 2017-2018 difficile : Ruello présente sa démission et est remplacé par Olivier Létang à la tête du club,. La présence de Christian Gourcuff étant liée à celle de René Ruello, le technicien fait part publiquement de son « écœurement » à l'annonce du changement de président, et émet des réserves quant à Olivier Létang,. De fait, quelques jours plus tard, Christian Gourcuff est débarqué de son poste d'entraîneur du Stade rennais pour la seconde fois de sa carrière. 
Il est remplacé par Sabri Lamouchi, ancien joueur de l'équipe de France, qui prend, à cette occasion, pour la première fois la tête d'une équipe de Ligue 1, après avoir été sélectionneur de la Côte d'Ivoire durant la Coupe du monde 2014 et avoir entraîné le club qatari d'El Jaish. À son arrivée, Lamouchi annonce son souhait de poursuivre le travail entamé par Christian Gourcuff, tout en souhaitant donner de la personnalité à son équipe. À l'issue de la saison 2017-2018, il parvient à obtenir la première qualification européenne du club depuis 2011, par le biais d'une cinquième place finale en championnat.
Après un début de saison compliquée, le 4 décembre 2018 Sabri Lamouchi est remercié et remplacé par Julien Stéphan qui lors de sa 1ère saison remporte la Coupe de France 2019 aux dépens du Paris Saint-Germain (2-2, 6 t.a.b 5).

## Statistiques

### Records et statistiques
D'Arthur Griffith au début du XXe siècle à Sabri Lamouchi, nommé en novembre 2017, trente-sept entraîneurs différents se succèdent à la tête du Stade rennais. Trois techniciens, Jean Batmale, Antoine Cuissard et Christian Gourcuff, exercent sur deux périodes non consécutives au Stade rennais durant leur carrière : le premier connaît une interruption d'un an, durant la Seconde Guerre mondiale, pendant laquelle il dirige les amateurs de la Tour d'Auvergne ; le second exerce au début des années 1960, puis est rappelé par le club en 1975, près de onze ans après son premier mandat comme entraîneur ; le troisième dirige l'effectif rennais lors de la saison 2001-2002 avant d'être remercié, puis fait son retour au club quatorze années plus tard.
Jean Prouff, qui dirige l'équipe professionnelle de 1964 à 1972, est l'entraîneur qui exerce sur la période consécutive la plus longue, à savoir huit ans. Jean Batmale connaît, avant lui, une longévité similaire, mais sur deux périodes distinctes. Outre ces deux techniciens, François Pleyer, durant sept ans, et Henri Guérin, durant six ans, sont les entraîneurs qui restent le plus longtemps en poste au Stade rennais. Parmi les autres techniciens à avoir exercé à Rennes, seuls deux autres réussissent à conserver leur poste plus de trois ans : Raymond Keruzoré, de 1987 à 1991, et Frédéric Antonetti, de 2009 à 2013.
À l'inverse, en excluant Frédo Garel qui ne réalise qu'un intérim à la tête de l'équipe professionnelle, l'entraîneur qui connaît la plus courte période d'activité est l'Écossais Philip McCloy, à l'été 1933. Philippe Bergeroo (quatre mois en 2002), Rolland Courbis (cinq mois en 2015-2016), Patrick Rampillon (six mois lors de la saison 1986-1987) et Vahid Halilhodžić (huit mois en 2002-2003, à la suite de Bergeroo) sont les quatre seuls autres techniciens qui restent moins d'un an à la tête de l'effectif rennais.
Parmi les différents entraîneurs ayant exercé à la tête du Stade rennais, on retrouve neuf techniciens étrangers, tous de nationalités différentes. Toutefois, François Pleyer qui exerce de 1945 à 1952, est né Autrichien, comme Josef Schneider. Mais il est alors de nationalité française, acquise après naturalisation dès décembre 1936. Après la Seconde Guerre mondiale, seuls trois entraîneurs étrangers sont en poste au Stade rennais : l'Espagnol Salvador Artigas, de 1952 à 1955, le Bosnien Vahid Halilhodžić, entre octobre 2002 et juin 2003, et le Roumain László Bölöni, de 2003 à 2006.

### Palmarès

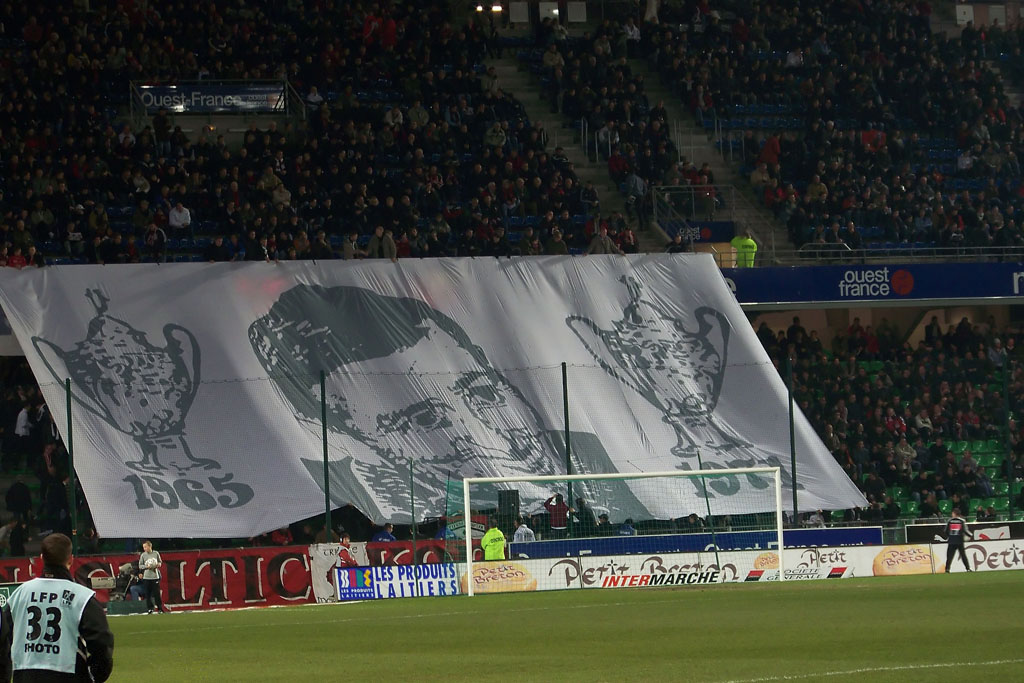
Jean Prouff est l'entraîneur le plus titré lors de son passage au Stade rennais. Sa mémoire est ici honorée par les supporters rennais, quelques jours après son décès en février 2008.

Jean Prouff est le premier entraîneur à avoir remporté des titres nationaux avec le Stade rennais. Il dirige l'équipe rennaise lors de ses deux succès en Coupe de France en 1965 et 1971, puis lors d'un succès partagé avec l'Olympique de Marseille au Challenge des champions 1971. En 2001, à l'occasion des festivités qui commémorent le centenaire du Stade rennais, il est désigné comme étant « l'entraîneur du siècle » par le club. Cinq autres entraîneurs rennais parviennent à qualifier leur équipe pour des finales de coupe nationale, sans succès : George Scoones (Coupe de France 1922), Josef Schneider (Coupe de France 1935), Guy Lacombe (Coupe de France 2009), Frédéric Antonetti (Coupe de la Ligue 2013)? Philippe Montanier (Coupe de France 2014) et Julien Stéphan devient le deuxième entraineur après Jean Prouff à remporter la Coupe de France en 2019.
En championnat, le Stade rennais ne parvient pas au long de son histoire à être sacré champion de France. En Ligue 1, sa meilleure performance est une quatrième place, obtenue à quatre reprises. Le premier à y parvenir est François Pleyer, en 1949. Par la suite, Jean Prouff en 1965, László Bölöni en 2005 et Pierre Dréossi en 2007 réussissent à obtenir la même place. Enfin, le Stade rennais remporte à deux reprises le titre de champion de France de deuxième division. En 1956, ce succès est obtenu sous la direction de Henri Guérin, avant que Jean Vincent n'imite ce dernier en 1983.

### Période d'activité et bilan
Le tableau suivant présente la liste des techniciens ayant exercé comme entraîneur principal du Stade rennais pendant au moins un match de compétition officielle. Sauf indication contraire, les périodes indiquées dans le tableau commencent et se terminent respectivement en début et fin de saison, c'est-à-dire généralement en juin.
| Rang | Nom                    | Période                             | Durée                      | MJ       | G        | N        | P        | Bp       | Bc       | Diff.    | Titres                                      |
| ---- | ---------------------- | ----------------------------------- | -------------------------- | -------- | -------- | -------- | -------- | -------- | -------- | -------- | ------------------------------------------- |
| 1    | Arthur Griffith        | 1907 - 1909                         | 2 ans                      | 20       | 16       | 1        | 3        | 114      | 25       | +89      |                                             |
| 2    | George Scoones         | 1920 - 1922                         | 2 ans                      | 32       | 22       | 5        | 5        | 76       | 26       | +50      |                                             |
| 3    | Trojanek               | 1930 - 1931                         | 1 an                       | 32       | 22       | 6        | 4        | 126      | 42       | +84      |                                             |
| 4    | Kálmán Székány         | 1932 - 1933                         | 1 an                       | 24       | 12       | 4        | 8        | 63       | 54       | +9       |                                             |
| 5    | Philip McCloy          | sept. 1933                          | 1 mois                     | 2        | 0        | 1        | 1        | 3        | 7        | -4       |                                             |
| 6    | Josef Schneider        | 1933 - 1936                         | 2 ans et 10 mois           | 98       | 42       | 18       | 38       | 202      | 198      | +4       |                                             |
| 7    | Jean Batmale           | 1er juillet 1936 - 30 juin 1941     | 4 ans, 11 mois et 29 jours | 140      | 73       | 21       | 46       | 319      | 200      | +119     |                                             |
| 8    | Louis Bonneville       | 1er juillet 1941 - 30 juin 1942     | 11 mois et 29 jours        | 19       | 6        | 5        | 8        | 28       | 32       | -4       |                                             |
| 9    | Jean Batmale (2)       | 1er juillet 1942 - 30 juin 1945     | 2 ans, 11 mois et 29 jours | 59       | 15       | 13       | 31       | 101      | 167      | -66      |                                             |
| 10   | François Pleyer        | 1er juillet 1945 - 30 juin 1952     | 6 ans, 11 mois et 29 jours | 266      | 107      | 60       | 99       | 482      | 489      | -7       |                                             |
| 11   | Salvador Artigas       | 1er juillet 1952 - 30 juin 1955     | 2 ans, 11 mois et 29 jours | 126      | 56       | 24       | 46       | 238      | 188      | +50      |                                             |
| 12   | Henri Guérin           | 1er juillet 1955 - 30 juin 1961     | 5 ans, 11 mois et 29 jours | 261      | 110      | 57       | 94       | 421      | 366      | +55      | 1 Division 2                                |
| 13   | Antoine Cuissard       | 1er juillet 1961 - 30 juin 1964     | 2 ans, 11 mois et 29 jours | 118      | 40       | 35       | 43       | 192      | 223      | -31      |                                             |
| 14   | Jean Prouff            | 1er juillet 1964 - 13 nov. 1971     | 7 ans, 4 mois et 12 jours  | 339      | 133      | 83       | 123      | 580      | 525      | +55      | 2 Coupe de France 1 Challenge des champions |
| 15   | René Cédolin           | 14 nov. 1971 - 27 févier 1975       | 3 ans, 3 mois et 13 jours  | 107      | 41       | 25       | 41       | 123      | 140      | -17      |                                             |
| 16   | Frédo Garel            | 28 février - 8 mars 1975            | 8 jours                    | 2        | 0        | 1        | 1        | 2        | 7        | -5       |                                             |
| 17   | Antoine Cuissard (2)   | 9 mars 1975 - 30 juin 1976          | 1 an, 4 mois et 29 jours   | 51       | 24       | 12       | 15       | 107      | 63       | +44      |                                             |
| 18   | Claude Dubaële         | 1er juillet 1976 - 13 janvier 1978  | 1 an, 6 mois et 12 jours   | 61       | 15       | 13       | 33       | 74       | 112      | -38      |                                             |
| 19   | Alain Jubert           | 14 janvier 1978 - 30 juin 1979      | 1 an, 5 mois et 16 jours   | 53       | 18       | 16       | 19       | 69       | 67       | +2       |                                             |
| 20   | Pierre Garcia          | 1er juillet 1979 - 30 juin 1982     | 2 ans, 11 mois et 29 jours | 115      | 58       | 29       | 28       | 170      | 100      | +70      |                                             |
| 21   | Jean Vincent           | 1er juillet 1982 - 30 juin 1984     | 1 an, 11 mois et 29 jours  | 80       | 35       | 16       | 29       | 121      | 103      | +18      | 1 Division 2                                |
| 22   | Pierre Mosca           | 1er juillet 1984 - 31 décembre 1986 | 2 ans, 5 mois et 30 jours  | 114      | 48       | 25       | 41       | 130      | 113      | +17      |                                             |
| 23   | Patrick Rampillon      | 1er janvier 1987 - 30 juin 1987     | 6 mois                     | 18       | 1        | 3        | 14       | 14       | 32       | -18      |                                             |
| 24   | Raymond Keruzoré       | 1er juillet 1987 - 30 juin 1991     | 3 ans, 11 mois et 29 jours | 160      | 67       | 42       | 51       | 205      | 163      | +42      |                                             |
| 25   | Didier Notheaux        | 1er juillet 1991 - 30 juin 1993     | 1 an, 11 mois et 29 jours  | 84       | 28       | 31       | 25       | 85       | 80       | +5       |                                             |
| 26   | Michel Le Milinaire    | 1er juillet 1993 - 21 juin 1996     | 2 ans, 11 mois et 20 jours | 127      | 49       | 42       | 36       | 166      | 146      | +20      |                                             |
| 27   | Yves Colleu            | 1er juillet 1996 - 30 juin 1997     | 11 mois et 29 jours        | 47       | 14       | 11       | 22       | 54       | 71       | -17      |                                             |
| 28   | Guy David              | 1er juillet 1997 - 30 juin 1998     | 11 mois et 29 jours        | 37       | 10       | 9        | 18       | 37       | 50       | -13      |                                             |
| 29   | Paul Le Guen           | 1er juillet 1998 - 30 juin 2001     | 2 ans, 11 mois et 29 jours | 121      | 53       | 22       | 46       | 167      | 148      | +19      |                                             |
| 30   | Christian Gourcuff     | 1er juillet 2001 - 30 juin 2002     | 11 mois et 29 jours        | 44       | 17       | 8        | 19       | 59       | 63       | -4       |                                             |
| 31   | Philippe Bergerôo      | 1er juillet 2002 - 13 octobre 2002  | 3 mois et 12 jours         | 10       | 1        | 2        | 7        | 6        | 16       | -10      |                                             |
| 32   | Vahid Halilhodžić      | 14 oct. 2002 - 30 juin 2003         | 8 mois et 16 jours         | 34       | 13       | 9        | 12       | 43       | 34       | +9       |                                             |
| 33   | László Bölöni          | 1er juillet 2003 - 30 juin 2006     | 2 ans, 11 mois et 29 jours | 135      | 55       | 29       | 51       | 179      | 163      | +16      |                                             |
| 34   | Pierre Dréossi         | 1er juillet 2006 - 16 déc. 2007     | 1 an, 5 mois et 15 jours   | 67       | 25       | 19       | 23       | 67       | 68       | -1       |                                             |
| 35   | Guy Lacombe            | 17 déc. 2007 - 30 juin 2009         | 1 an, 6 mois et 13 jours   | 75       | 33       | 26       | 16       | 94       | 67       | +27      |                                             |
| 36   | Frédéric Antonetti     | 1er juillet 2009 - 30 juin 2013     | 3 ans, 11 mois et 29 jours | 183      | 75       | 43       | 65       | 250      | 215      | +35      |                                             |
| 37   | Philippe Montanier     | 1er juillet 2013 - 20 janvier 2016  | 2 ans, 6 mois et 19 jours  | 115      | 40       | 37       | 38       | 138      | 137      | +1       |                                             |
| 38   | Rolland Courbis        | 20 janvier - 30 juin 2016           | 5 mois et 10 jours         | 17       | 6        | 3        | 8        | 21       | 29       | -8       |                                             |
| 39   | Christian Gourcuff (2) | 1er juillet 2016 - 7 nov. 2018      | 1 an, 4 mois et 6 jours    | 55       | 19       | 17       | 19       | 61       | 71       | -10      |                                             |
| 40   | Sabri Lamouchi         | 8 nov. 2017 - 3 déc 2018            | 1 an et 25 jours           | 50       | 19       | 13       | 18       | 69       | 75       | -6       |                                             |
| 41   | Julien Stéphan         | 4 déc 2018 - 1er mars 2021          | 2 ans, 2 mois et 28 jours  | 110      | 49       | 24       | 37       | 157      | 130      | +27      | 1 Coupe de France                           |
| 42   | Philippe Bizeul        | 1er - 3 mars 2021                   | 2 jour                     | 1        | 0        | 0        | 1        | 0        | 1        | -1       |                                             |
| 43   | Bruno Genesio          | 4 mars 2021 - 19 nov 2023           | 2 ans, 8 mois et 15 jours  | 124      | 64       | 24       | 36       | 229      | 132      | +97      |                                             |
| 44   | Julien Stéphan (2)     | 19 nov 2023 - 7 nov. 2024           | 11 mois et 18 jours        | 41       | 19       | 6        | 16       | 79       | 66       | +13      |                                             |
| 45   | Sébastien Tambouret    | 8 - 11 nov. 2024                    | 3 jours                    | 1        | 0        | 0        | 1        | 0        | 2        | -2       |                                             |
| 46   | Jorge Sampaoli         | 11 nov. 2024 - 30 janvier 2025      | 2 mois et 19 jours         | 10       | 3        | 0        | 7        | 17       | 14       | +3       |                                             |
| 47   | Habib Beye             | 30 janvier 2025 -                   | En cours                   | En cours | En cours | En cours | En cours | En cours | En cours | En cours |                                             |

## Assistants
À partir de la fin des années 1980, les clubs professionnels français commencent à se doter d'assistants qui viennent seconder l'entraîneur principal dans sa gestion de l'effectif et des entraînements. Le précurseur en la matière est Robert Herbin, qui dirige alors les professionnels de l'AS Saint-Étienne et ressent le besoin de se décharger de certaines tâches, afin de prendre plus de recul avant de prendre ses décisions. Herbin est rapidement copié par les autres entraîneurs, qui engagent parfois plusieurs adjoints, des spécialistes de la préparation des gardiens de but, puis des préparateurs physiques dédiés.

### Entraîneurs adjoints

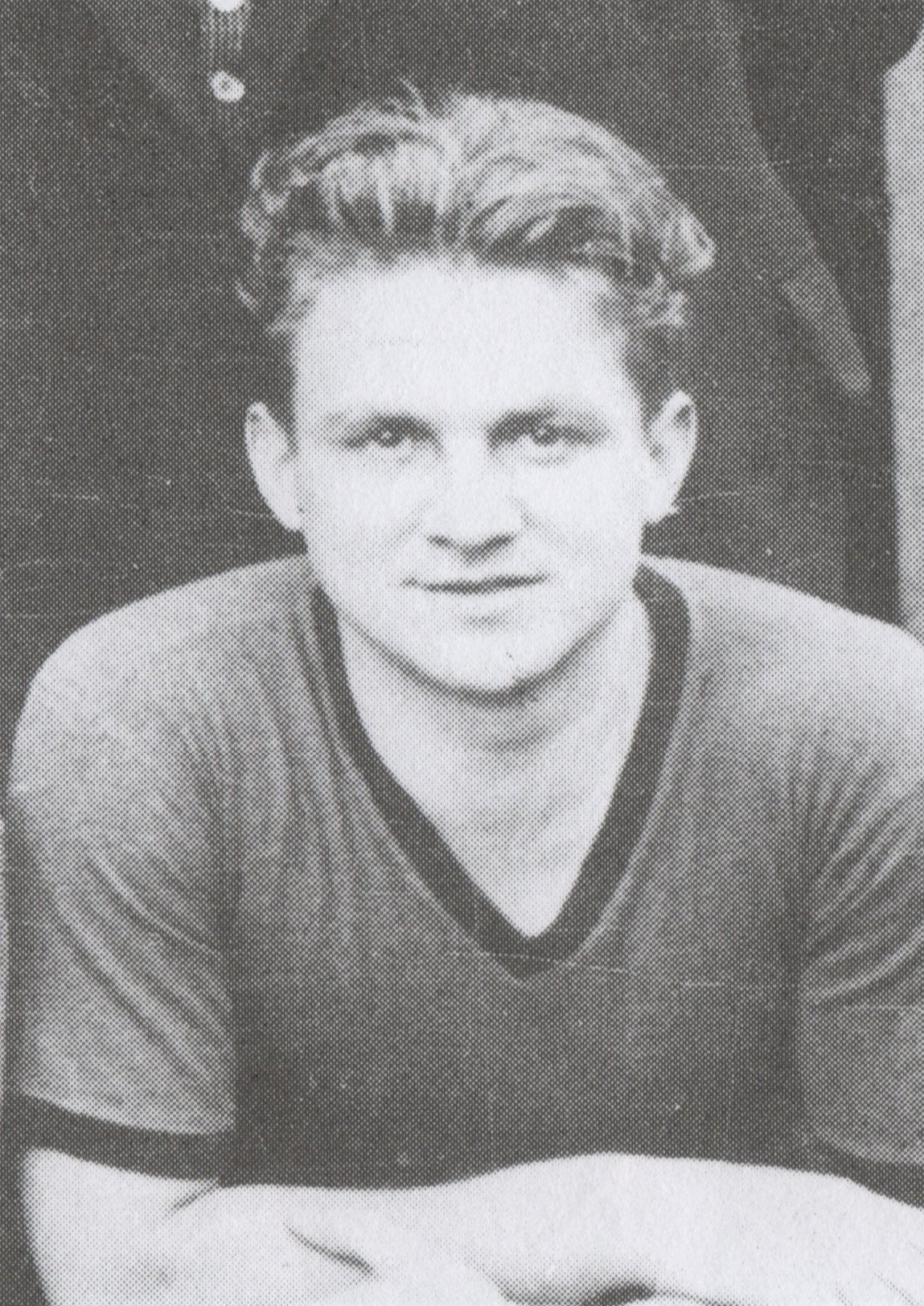
Joueur de l'effectif rennais, Walter Kaiser seconde l'entraîneur Jean Batmale lors de la saison 1936-1937.

Au Stade rennais, si les différents entraîneurs ne s'entourent d'adjoints de façon systématique qu'à partir du début des années 1990, plusieurs de leurs prédécesseurs sont ponctuellement secondés par des joueurs issus de leur effectif. En 1936-1937, l'attaquant allemand Walter Kaiser, alors en fin de carrière, tient ce rôle auprès de Jean Batmale. L'expérience ne dure qu'une année, Kaiser devenant par la suite secrétaire du club. Quelques années plus tard, alors que Batmale part entraîner la TA Rennes durant une saison, Émile Scharwath occupe une position similaire auprès de Louis Bonneville. Enfin, en 1971-1972, le défenseur René Cédolin est adjoint à Jean Prouff avant qu'il ne prenne seul les rênes de l'effectif professionnel. Au début des années 1980, le premier adjoint à ne pas faire directement partie de l'effectif professionnel est Michel Beaulieu. Ancien joueur au club dans les années 1960, il travaille auprès de Pierre Garcia puis de Jean Vincent. En parallèle, il occupe des fonctions auprès des équipes de jeunes et surtout au sein de la section amateur, dont il est responsable jusqu'en 2007,.
Par la suite, la présence d'un ou de plusieurs adjoints devient récurrente. En janvier 1995, Yves Colleu devient l'adjoint de Michel Le Milinaire. Arrivé au club en 1990, il est pendant quatre ans entraîneur au centre de formation avant d'intégrer l'encadrement de l'effectif professionnel. L'approche de la retraite de Le Milinaire l'amène à passer ses diplômes d'entraîneur, ce qui lui permet de devenir entraîneur principal en 1996-1997. Par la suite, il reprend son rôle d'adjoint, d'abord aux côtés de Guy David puis de Paul Le Guen. Au départ de ce dernier en 2001, Colleu choisit de quitter également le Stade rennais, puis de suivre le technicien, continuant de travailler avec lui durant ses différentes expériences, en France comme à l'étranger. Le couple Le Guen - Colleu devient l'un des exemples les plus marquants d'association durable entre un entraîneur et son adjoint,.
Après le départ de Paul Le Guen, son successeur Christian Gourcuff emmène avec lui Hervé Guégan, qui occupait le rôle d'adjoint auprès de lui au FC Lorient. Mais Guégan prend alors un poste différent, s'occupant alors de l'équipe réserve et s'attachant davantage à développer des liens entre l'effectif professionnel et le centre de formation. Pour le seconder, Gourcuff choisit de promouvoir Bertrand Marchand, jusqu'alors entraîneur des équipes de jeunes, pour devenir son adjoint. Au départ de Gourcuff un an plus tard, Guégan le suit, tandis que Marchand part devenir l'entraîneur principal de l'En Avant de Guingamp. À l'été 2002, Philippe Bergeroo arrive, secondé par Pierre Espanol, puis les deux techniciens repartent ensemble lorsque le premier est limogé. Par la suite, plusieurs duos de techniciens passent ainsi au club. Vahid Halilhodžić et Bruno Baronchelli, puis László Bölöni et le Portugais Joaquim Rolão Preto connaissent une trajectoire similaire.

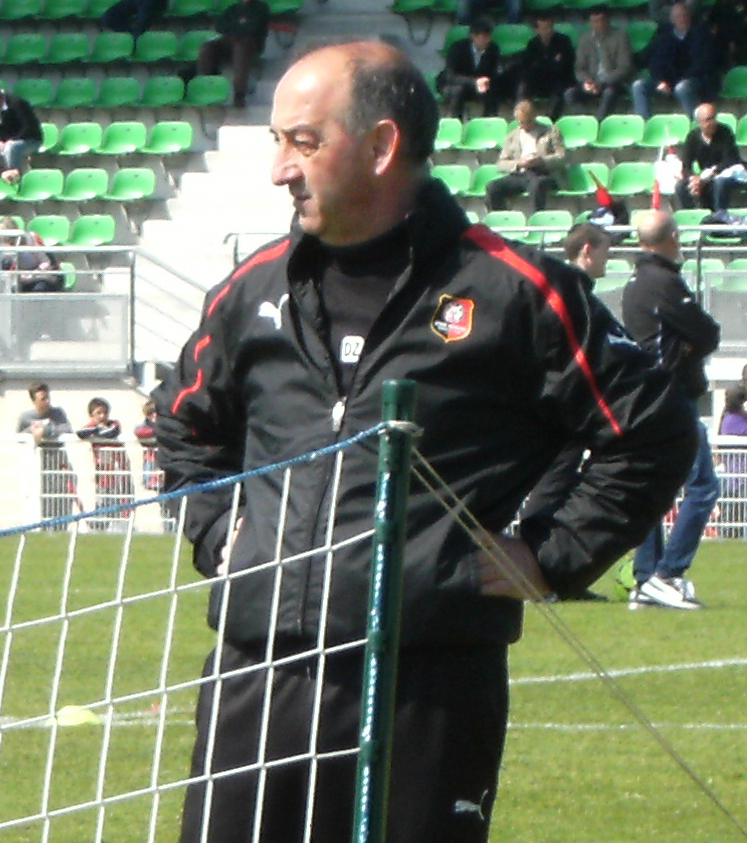
Jean-Marie De Zerbi, adjoint indissociable de Frédéric Antonetti.

Alors que Halilhodžić s'installe, arrivent néanmoins deux adjoints qui se fixent ensuite auprès de l'effectif professionnel. Anciens joueurs du Stade rennais, Philippe Redon et Michel Sorin sont recrutés en novembre 2002 pour seconder le technicien bosnien. Le premier, après avoir entamé une carrière d'entraîneur et de sélectionneur, a été instructeur FIFA et est principalement engagé pour superviser les adversaires. Le second a été entraîneur de la réserve rennaise entre 1995 et 1997 avant de prendre en main plusieurs équipes amateurs. Les deux hommes sont conservés aussi bien à l'arrivée de Bölöni qu'à la prise en main de l'équipe professionnelle par Pierre Dréossi. Dans l'organisation mise en place par ce dernier, la présence de Redon assure celle d'un diplôme d'entraîneur de football professionnel (DEPF), nécessaire pour exercer au plus haut niveau, que ne possède pas Dréossi. Lors de ce remaniement, Dréossi fait également passer Laurent Huard, jusqu'alors entraîneur des équipes de jeunes, au statut d'entraîneur adjoint chargé des jeunes professionnels. Un an plus tard, en juin 2007, Huard devient entraîneur de l'équipe réserve, tandis que son prédécesseur Landry Chauvin devient lui entraîneur adjoint.
Ainsi constitué, l'encadrement technique autour de Dréossi ne résiste pas à la prise de retrait de celui-ci. Lorsque Guy Lacombe arrive au club en décembre 2007, Redon, puis Chauvin et enfin Sorin quittent le club. Ils sont remplacés par un adjoint unique, Alain Ravera, qui entame sa collaboration avec Lacombe. Un an et demi plus tard, quand Lacombe quitte le Stade rennais, Ravera le suit à l'AS Monaco. Frédéric Antonetti reprend alors la tendance initiée quelques années plus tôt en emmenant avec lui son adjoint attitré, Jean-Marie De Zerbi, qui reste au club durant les quatre années passées par l'entraîneur corse à Rennes,. De la même façon, lorsque Philippe Montanier succède à Antonetti en 2013, il est accompagné de son adjoint Michel Troin, les deux hommes formant un duo depuis de nombreuses années.
Au départ de Philippe Montanier, en janvier 2016, Michel Troin est mis à l'écart par le club, qui engage Bouziane Benaraïbi pour compléter l'encadrement technique, en tant qu'adjoint de Rolland Courbis. Christian Gourcuff, qui remplace Courbis cinq mois plus tard, décide de le conserver auprès de lui, et complète son équipe en engageant Michel Audrain. Ce dernier, qu'il a connu au FC Lorient, arrive avec le statut d'ancien joueur du Stade rennais, et a connu plusieurs expériences en tant qu'adjoint, auprès notamment de Denis Troch, Philippe Hinschberger et Hubert Fournier. Alors que Christian Gourcuff est remercié en novembre 2017, Audrain et Benaraïbi quittent également le club, à la différence de Troin. Sabri Lamouchi, qui succède à Gourcuff, amène avec lui Jean-Marc Kuentz, ancien joueur amateur et formateur au RC Strasbourg, devenu son adjoint attitré dès ses débuts d'entraîneur.

### Entraîneurs des gardiens et des attaquants

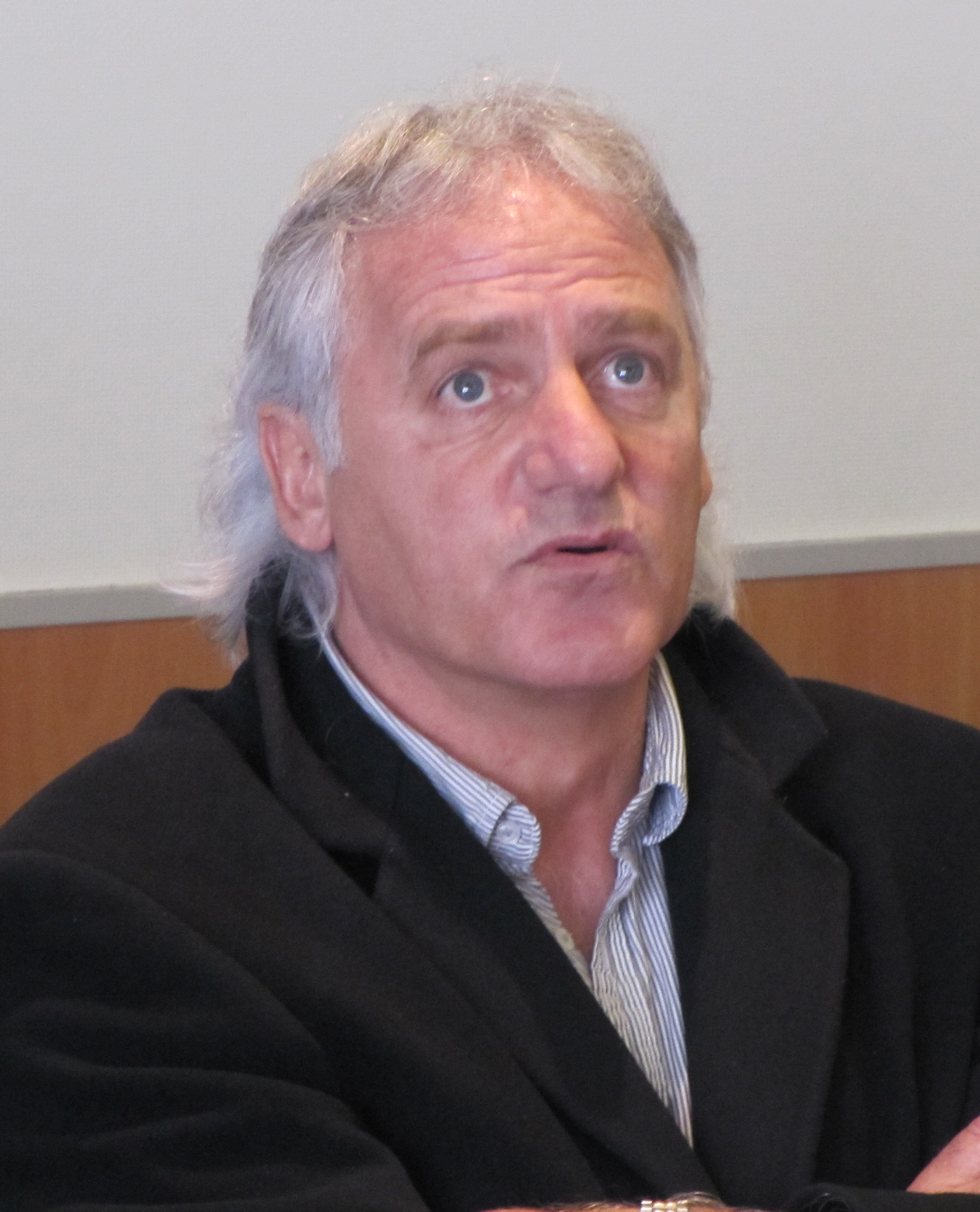
Pierrick Hiard devient entraîneur des gardiens du Stade rennais à l'issue de sa carrière sportive.

En France, l'apparition de séances d'entraînement et d'exercices propres aux gardiens de but est initiée par le Yougoslave Ivan Ćurković, portier de l'AS Saint-Étienne dans les années 1970. La création, par les clubs professionnels, de postes d'entraîneurs de gardiens se généralise ainsi à la fin des années 1980, peu après l'apparition massive des adjoints.
Au Stade rennais, la fonction apparaît en 1991 quand Pierrick Hiard, gardien de but ayant fait l'essentiel de sa carrière au club, intègre l'encadrement technique. S'occupant d'abord de Pascal Rousseau, Hiard exerce cette fonction jusqu'en 2003, date à laquelle il devient responsable de la cellule de recrutement du club. Christophe Lollichon, qui occupait depuis 1999 un poste similaire auprès des jeunes gardiens du centre de formation, reprend ensuite la fonction. Il côtoie alors Petr Čech, avec lequel il se lie d'amitié. En novembre 2007, ce lien permet à Lollichon de rejoindre le Chelsea FC, le club où Čech avait été transféré dès 2004, et d'accéder à une notoriété internationale,,.
Après le départ de Lollichon, l'expérimenté André Amitrano arrive en remplacement. Ancien joueur de l'AS Monaco, de l'OGC Nice et de l'AS Cannes, il est un ancien coéquipier de Pierre Dréossi. Devenu entraîneur de gardiens, notamment à l'ASOA Valence et à l'En Avant de Guingamp, il y côtoie Alain Ravera, qui rejoint le Stade rennais un mois après lui. Alors que Guy Lacombe remplace Dréossi, Amitrano reste en place. Il suit ce même Lacombe un an et demi plus tard lors de son départ à Monaco. En juin 2009, Christophe Revel est choisi pour lui succéder. Ancien joueur du club, il prend du même coup sa retraite sportive à l'âge de trente ans. Après son premier passage rennais, il avait déjà occupé un poste d'entraîneur auprès des gardiens du centre de formation. En poste durant l'intégralité du passage de Frédéric Antonetti à Rennes, il conserve sa fonction lorsque celui-ci est remplacé par Philippe Montanier, puis lorsque Rolland Courbis et Christian Gourcuff lui succèdent en 2016. En juillet 2015, Philippe Montanier s'adjoint également les services de Frédéric Née, spécialisé dans l'entraînement des attaquants, mais celui-ci quitte le club quelques mois plus tard, lorsque Montanier est remercié, et la fonction n'est pas reconduite par ses successeurs.
Fin août 2017, en désaccord avec la direction du club quant à la gestion des transferts des gardiens de but, Christophe Revel quitte le Stade rennais en négociant une rupture conventionnelle de son contrat, après huit saisons comme entraîneur des gardiens de l'effectif professionnel. Il est remplacé par Olivier Sorin, qui avait mis fin à sa carrière un an plus tôt pour devenir entraîneur des gardiens du centre de formation,.

### Préparateurs physiques

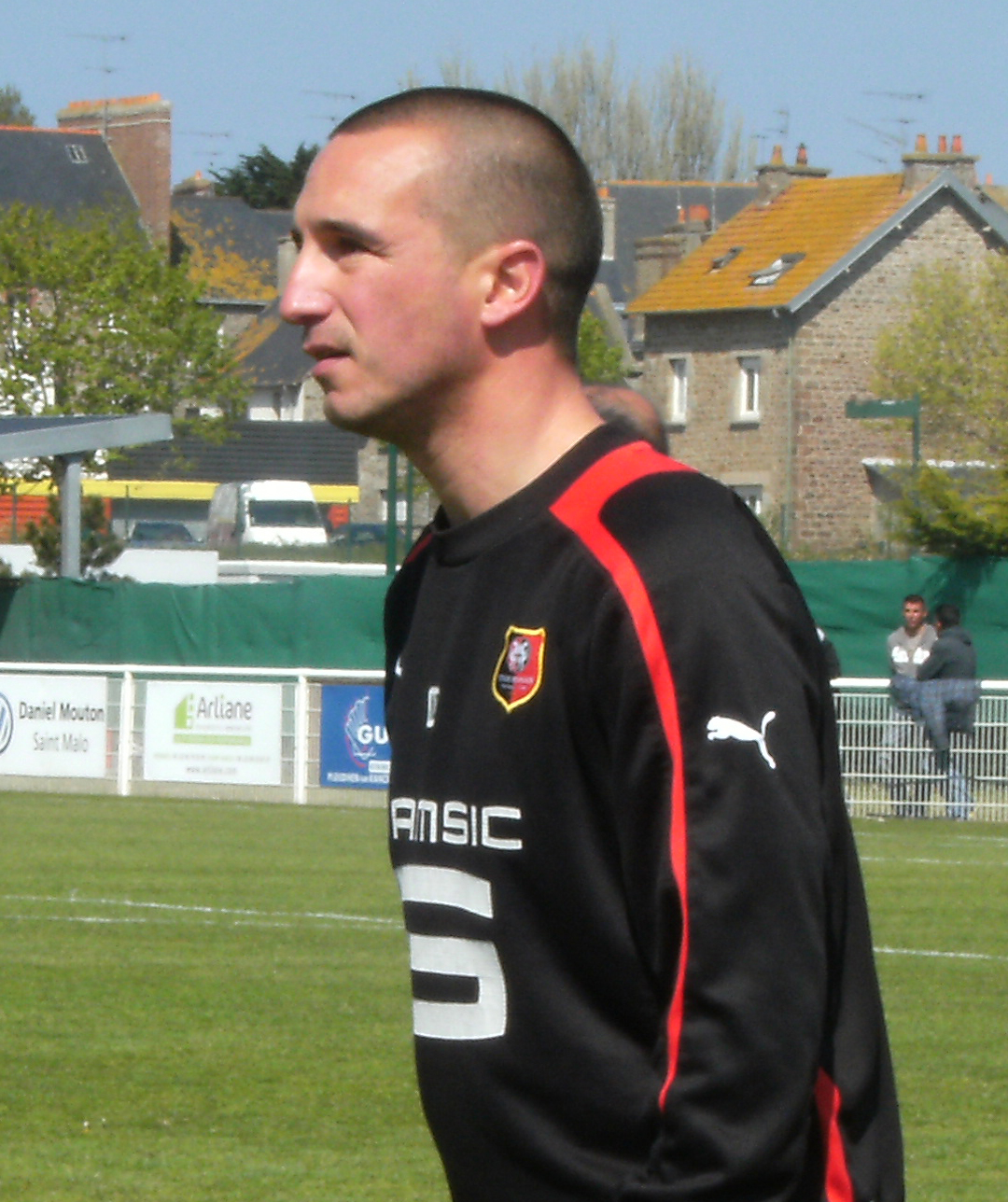
Nicolas Dyon, préparateur physique au Stade rennais entre 2009 et 2013.

Quelques années après les adjoints et les entraîneurs de gardiens, les clubs professionnels français se dotent progressivement de préparateurs physiques, afin d'optimiser la gestion de leur effectif. Jusque-là, la question de la préparation physique était prise en charge par les entraîneurs eux-mêmes, puis par leurs adjoints. Ceux-ci délèguent alors cet aspect de l'entraînement à des personnes souvent issues de la filière STAPS, et qui n'étaient pas forcément spécialisées dans la préparation physique des footballeurs.
En la matière, le Stade rennais fait partie des clubs français qui choisissent de se doter d'un préparateur physique dès les années 1990, ce qui n'est pas la norme. En effet, en 2002, seuls neuf clubs de Ligue 1 déclarent avoir recours à un préparateur physique dédié pour leur effectif. En 1997, Stéphane Wiertelak, qui exerçait jusque là comme éducateur au centre de formation, est nommé comme préparateur physique de l'effectif professionnel rennais. Il reste à ce poste jusqu'en 2001, date à laquelle il choisit de quitter le club. Il retrouve par la suite Paul Le Guen aux Glasgow Rangers et au Paris Saint-Germain. Wiertelak est alors remplacé par Cyril Moine, qui arrive en provenance de l'Olympique de Marseille. Après une saison aux côtés de Christian Gourcuff, Moine est conservé par Philippe Bergeroo, qui engage cependant Georges Gacon comme préparateur physique principal. Relégué à la remise en forme des blessés, Moine retrouve son poste lorsque Vahid Halilhodžić remplace Bergeroo, Gacon quittant lui aussi le Stade rennais. Mais en juin 2003, alors que Halilhodžić quitte le club pour Paris, Cyril Moine le suit.
À la recherche d'un nouveau préparateur physique, le Stade rennais engage alors Christian Schmidt, qui rejoint la Bretagne après avoir exercé notamment à l'OGC Nice. Celui-ci reste six ans au club, exerçant aussi bien sous la direction de László Bölöni, de Pierre Dréossi que de Guy Lacombe, qui choisit de le conserver lorsqu'il est intronisé en décembre 2007. Un an et demi plus tard, Schmidt choisit de suivre Lacombe à Monaco, comme l'ensemble de l'encadrement technique rennais. Nicolas Dyon, le préparateur physique attitré de Frédéric Antonetti, le remplace alors, et reste au club durant les quatre années de présence du technicien corse en Bretagne. À l'arrivée de Philippe Montanier au Stade rennais, en 2013, le poste de préparateur physique est supprimé, l'entraîneur n'ayant pas l'habitude d'en avoir un sous ses ordres,. Lorsque Rolland Courbis remplace Montanier, Grégory Gaillard est engagé par le club pour reprendre le poste, qu'il conserve en mai 2016 à l'arrivée de Christian Gourcuff. En novembre 2017, Sabri Lamouchi remplace Gourcuff, et amène avec lui Jean-Paul Ancian, qui vient former un duo de préparateurs physiques avec Grégory Gaillard.